# Guerra Peninsular
A Guerra Peninsular (1807–1814) foi um conflito militar entre o Primeiro Império Francês e a aliança do Reino Unido da Grã-Bretanha e Irlanda, do Império Espanhol e do Reino de Portugal e Algarves pelo domínio da Península Ibérica durante as Guerras Napoleónicas. O conflito teve início quando os exércitos franceses e espanhóis invadiram e ocuparam Portugal em 1807, tendo voltado em 1808 após a França se ter voltado contra a Espanha, sua aliada até então. A guerra prolongou-se até à derrota de Napoleão pela Sexta Coligação em 1814, sendo vista como uma das primeiras guerras de libertação nacional e significativa na emergência da guerrilha em grande escala.
A guerra peninsular coincide com o que os historiadores hispanófonos denominam "Guerra de Independência Espanhola", que teve início com o levantamento de dois de maio de 1808, seguido pelas Abdicações de Baiona e terminou em 17 de abril de 1814. A ocupação francesa destruiu o governo da Espanha, que se fragmentou em diversas juntas provinciais que se disputavam entre si. Em 1810, o reconstruído governo nacional, as Cortes de Cádis, fortificou-se em Cádis, embora não tenha conseguido reorganizar o exército devido ao cerco de mais de 70 000 soldados franceses. Por fim, as forças britânicas e portuguesas asseguraram o controlo de Portugal, usando o país como ponto de partida de campanhas contra o exército francês e para o abastecimento das tropas espanholas. Ao mesmo tempo, o exército e as guerrilhas espanholas empatavam um número considerável de tropas napoleónicas. As forças aliadas, tanto regulares como irregulares, impediram os marechais franceses de subjugar as províncias espanholas rebeldes ao restringir o domínio territorial francês, fazendo com que a guerra se prolongasse por vários anos de empate.
O longo período de combate em Espanha representou um fardo pesado para a Grande Armée francesa. Embora os franceses obtivessem vitórias em batalha, as suas comunicações e linhas de abastecimento eram sistematicamente sabotadas e as suas unidades eram frequentemente isoladas, assediadas ou dominadas por partisans que praticavam uma guerrilha intensiva de raides e emboscadas. Embora os exércitos espanhóis fossem sucessivamente derrotados e empurrados para a periferia, reagrupavam-se e perseguiam incessantemente os franceses.
As forças britânicas, sob o comando de Arthur Wellesley, organizaram diversas campanhas contra os franceses em Espanha com o apoio português. O exército português, desmoralizado na sequência das invasões napoleónicas, foi reorganizado e reequipado sob o comando do general William Carr Beresford. Carr fora nomeado comandante-chefe das forças portuguesas pela família real no exílio, combatendo integrado no exército anglo-português sob o comando de Wellesley. Em 1812, quando Napoleão partiu com grande parte do exército francês para a desastrosa campanha de conquista da Rússia, um exército conjunto aliado liderado por Wellesley entrou em Espanha e conquistou Madrid. Perseguido pelo exército espanhol, britânico e português e sem apoio de França, o marechal Nicolas Jean de Dieu Soult bateu em retirada, guiando o desmoralizado e exausto exército francês pelos Pirenéus durante o inverno de 1813-14.
A guerra e a revolução contra a ocupação napoleónica levaram à redação da Constituição espanhola de 1812, um marco do liberalismo europeu. No entanto, o esforço de guerra destruiu o tecido social e económico de Portugal e Espanha e provocou um período de instabilidade social e política e estagnação económica. Neste período, desencadearam-se na Península diversas e devastadoras guerras civis entre facções liberais e absolutistas, lideradas por oficiais treinados na guerra peninsular, e que se prolongaram até à década de 1850. As sucessivas crises provocadas pela invasão, revolução e restauração precipitaram a independência de grande parte das colónias espanholas e a independência do Brasil de Portugal.

## Antecedentes

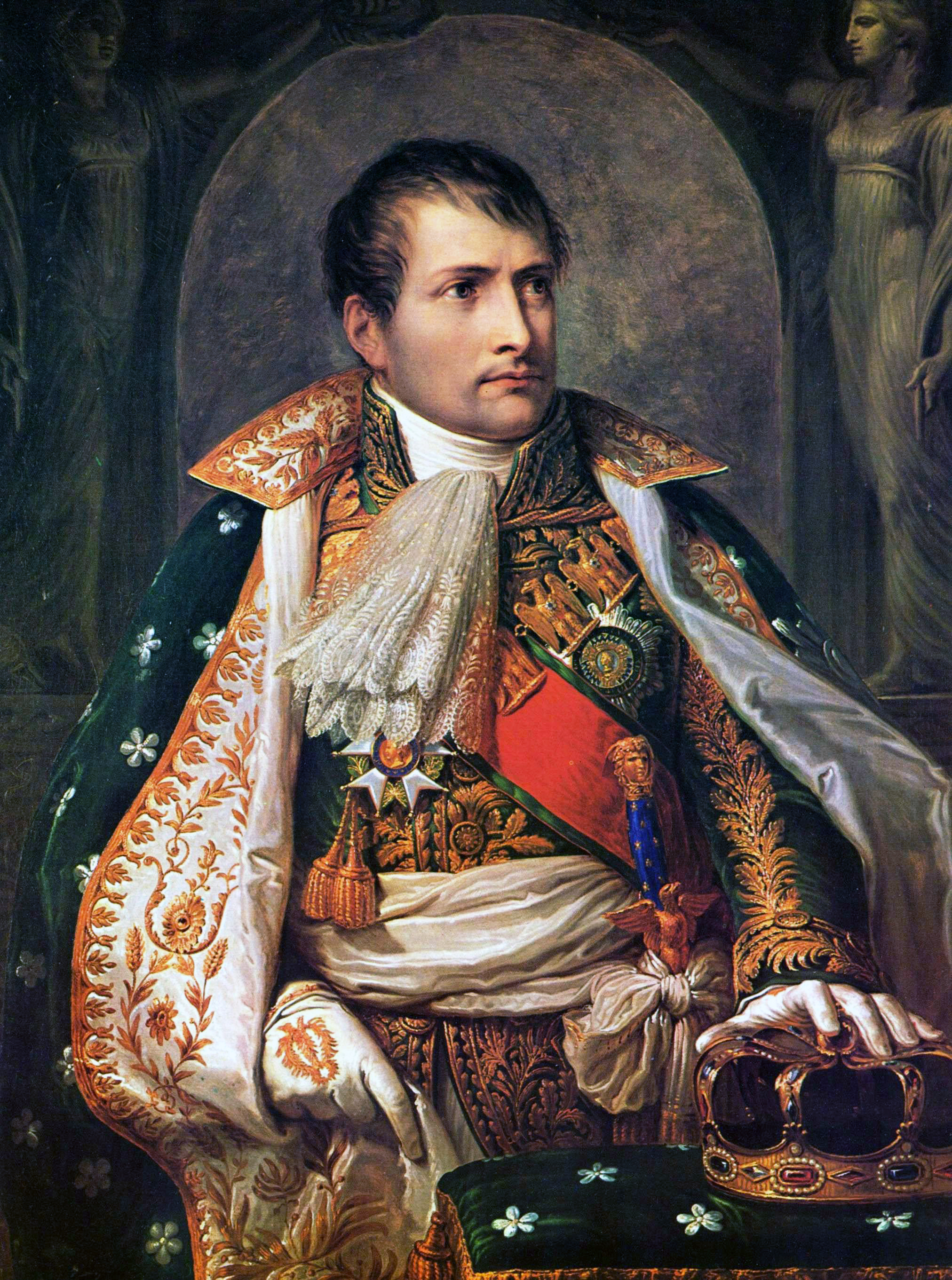
Napoleão Bonaparte.

Subjugada pela derrota na Campanha do Rossilhão, Espanha aliou-se à França. Em 1806, enquanto se encontrava em Berlim, Napoleão Bonaparte decretou o Bloqueio Continental, que proibia as importações britânicas para a Europa continental. Portugal, que se mantinha neutro, tentou em vão evitar o ultimato de Napoleão, uma vez que desde 1373 que era signatário de um tratado de aliança com Inglaterra e, posteriormente, com o Reino Unido da Grã-Bretanha e Irlanda. Após a assinatura dos Tratados de Tilsit em 1807, que confirmaram o domínio francês sobre a Europa central e de leste, Napoleão decidiu capturar os portos ibéricos. A decisão contrariou as suas próprias afirmações no início da sua carreira, quando afirmou que Espanha muito dificilmente seria conquistada. Em 27 de outubro de 1807, o primeiro-ministro espanhol Manuel de Godoy assinou com França o secreto tratado de Fontaineblau, mediante o qual os dois países se comprometiam a conquistar Portugal, cujo território seria dividido em três reinos; o novo Reino da Lusitânia Setentrional, o Algarve (incluindo o Alentejo) e o restante Reino de Portugal.
Em 1807, a Espanha vivia uma situação de instabilidade política e corrupção, e o rei Carlos IV era considerado incompetente para governar o país. Napoleão, agora imperador de França, decidiu explorar as tensões na corte espanhola. Simulando empatia com a situação e intenções benévolas, convidou Carlos e o seu filho Fernando para Paris. No entanto, aproveitou a ausência da família real para invadir Espanha. Em Madrid, assistia-se ao crescente afrancesamento da corte e do povo, observado sobretudo nos majos – pessoas de classes inferiores que se vestiam com trajes tradicionais exagerados e de comportamento pomposo ou fútil.
Sob o pretexto de reforçar o exército franco-espanhol para a ocupação de Portugal, as tropas imperiais francesas entraram em Espanha. Apesar de crescentes tensões diplomáticas, foram recebidas com entusiasmo pela população. No entanto, em fevereiro de 1808, Napoleão virou-se contra o aliado e ordenou aos comandantes espanhóis que tomassem as fortificações espanholas. Barcelona foi tomada em 29 de fevereiro de 1808, após uma coluna francesa sob disfarce de escolta de militares feridos ter convencido as autoridades a abrir os portões da cidade.
O exército espanhol, com cerca de 100 000 homens, encontrava-se paralisado. Além de mal equipado e com escassez de cavalos, muitas unidades não tinham liderança e encontravam-se espalhadas por um imenso território, desde Portugal até às ilhas Baleares. A Divisão do Norte, constituída por 15 000 dos homens mais experientes e liderada por Pedro Caro y Sureda, tinha sido cedida a Napoleão em 1807 e encontrava-se na Dinamarca sob comando francês.
Em março de 1808, os motins populares frente ao palácio de inverno em Aranjuez forçaram o rei Carlos IV a abdicar do trono para o seu filho Fernando VII no dia 19 de março. Embora de contornos populares, estes motins foram instigados pelo exército, constituindo de facto um golpe de estado da Guarda Real. Quando entrou em Madrid, a 24 de março, Fernando foi aclamado como salvador nacional.

## Insurreições ibéricas

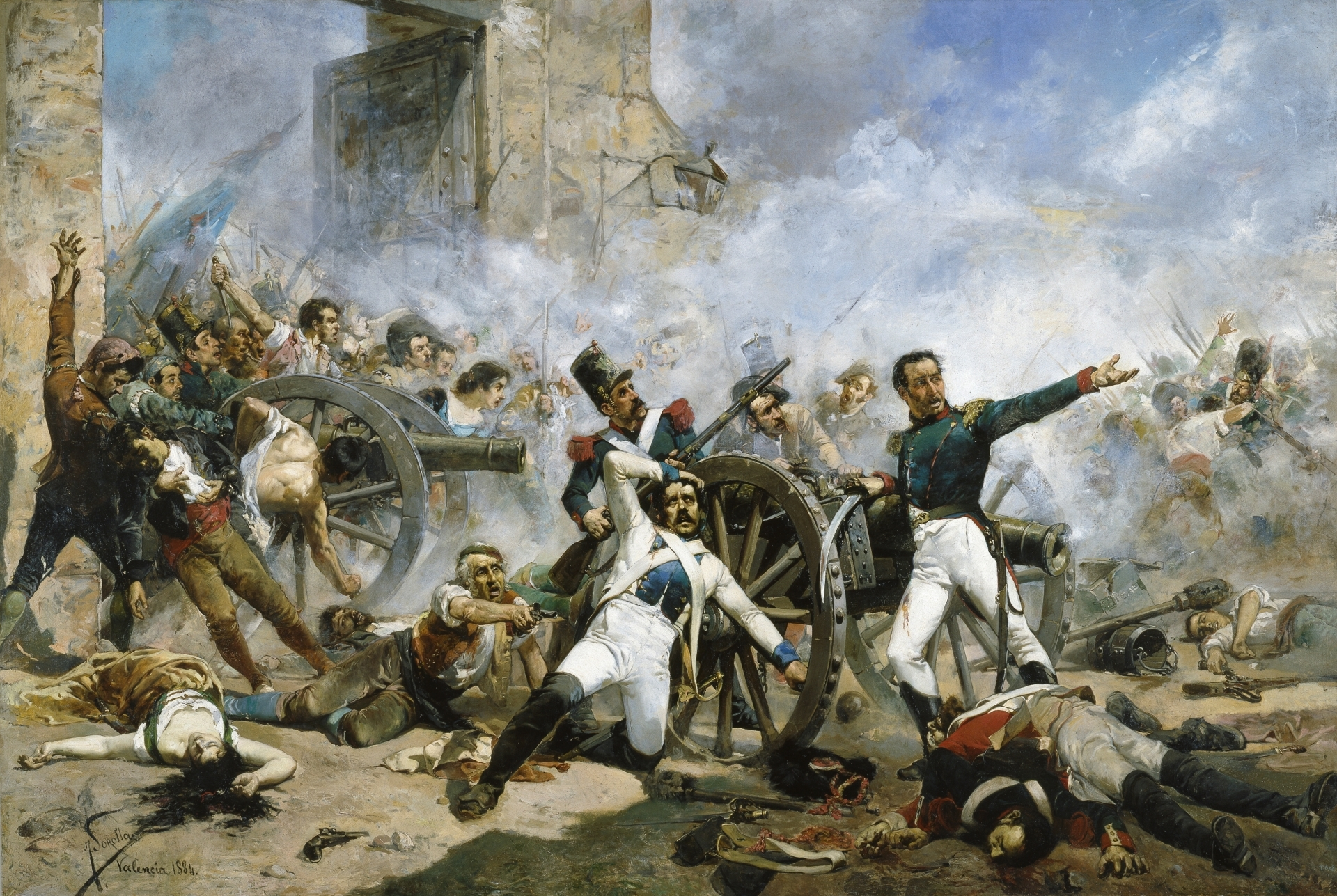
Dois de maio de 1808: último reduto dos defensores de Monteleón.

Massacre de três de maio de 1808, de Francisco Goya

Desde os motins de Aranjuez que Espanha se encontrava em sobressalto. Eram frequentes os ataques aos partidários de Godoy, ao mesmo tempo que França se recusava a reconhecer a legitimidade de Fernando, o que provocava enorme descontentamento e levantava a suspeita de que tencionava fazer com que Godoy regressasse. No início de maio de 1808 começaram a circular rumores de que a Junta de Gobierno estava a ser pressionada para enviar os últimos membros da família real para Baiona. Em 2 de maio, os habitantes de Madrid revoltaram-se contra a ocupação francesa, matando 150 soldados franceses. O conflito terminou com a intervenção da Guarda Imperial e da cavalaria de mamelucos, que irrompeu pela cidade espezinhando os revoltosos. No dia seguinte, o exército francês matou centenas de madrilenos em retaliação. As represálias ocorram também noutras cidades e prolongaram-se durante vários dias, fazendo eclodir por toda a Espanha ações de resistência espontâneas e frequentemente sangrentas denominadas guerrilha.
Na Galiza cria-se uma Junta Suprema do Reino da Galiza que se organiza de forma soberana e com ela organiza um exército cuja primeira ação é entrar no Portugal nortenho e libertar de franceses a cidade do Porto, favorecendo a criação da Junta do Porto. Os grupos de rebeldes eram organizados a nível local e geralmente não estavam a par das ações de resistência noutros locais. Os partisans lutavam não só contra o exército invasor, como também pela expulsão do Antigo Regime de Espanha, não tendo escrúpulos em assassinar oficiais que fossem céticos em relação ao seu programa revolucionário.

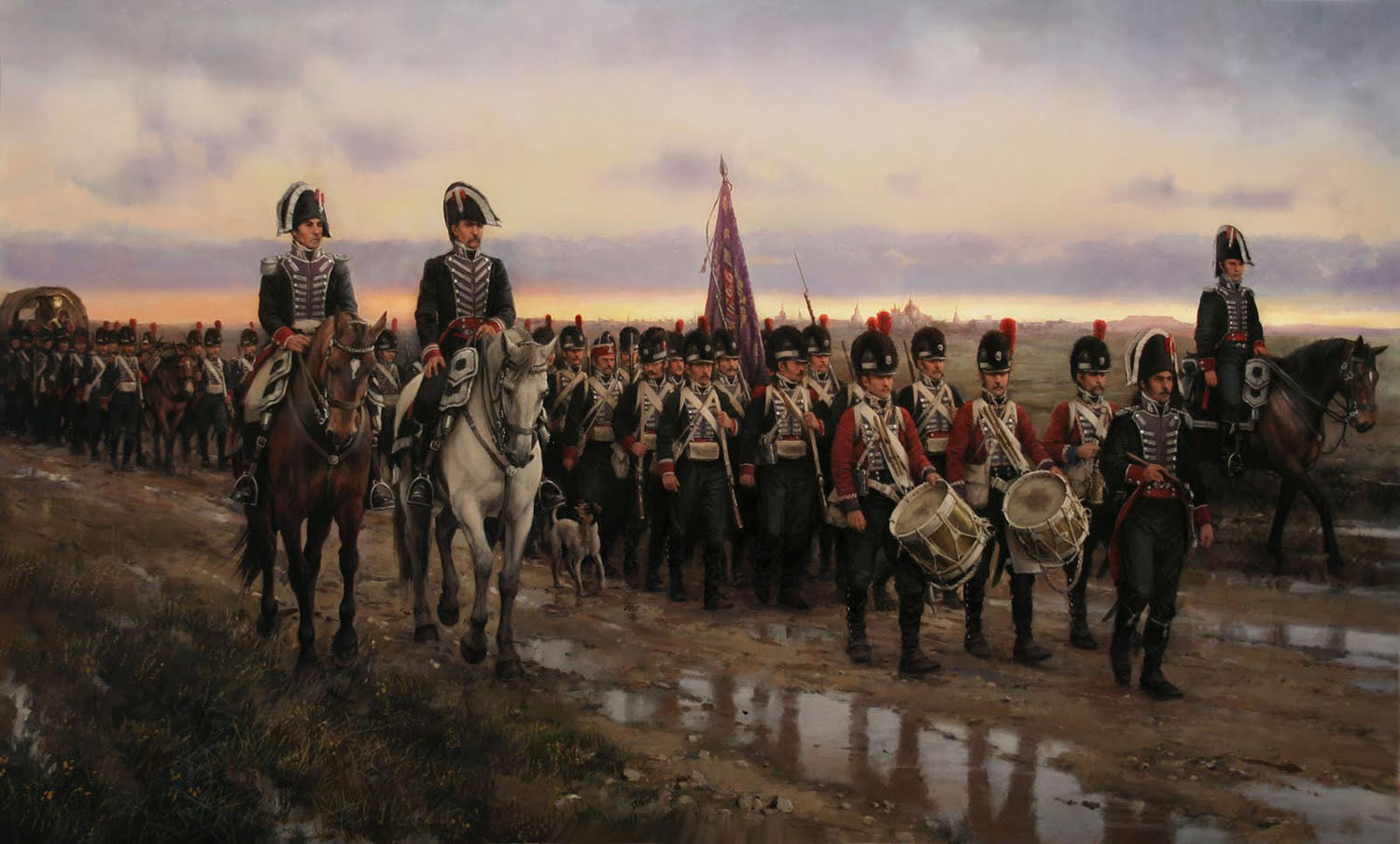
A gesta dos sapadores: o regimento real espanhol de sapadores abandona Alcalá de Henares, em 24 de maio de 1808, para se juntar à causa legalista em Valência.

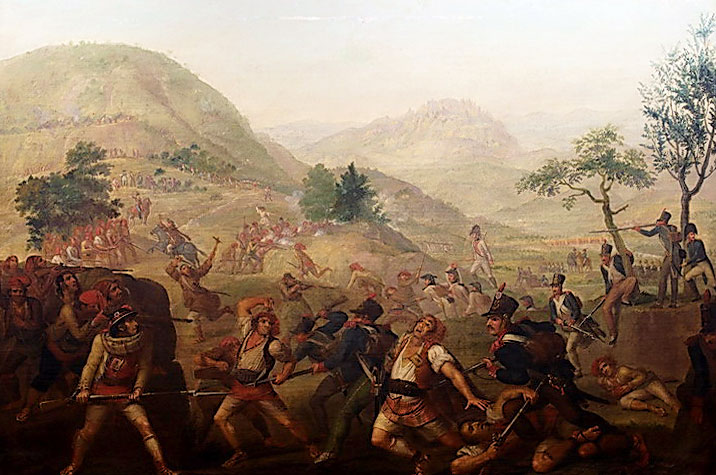
Cena da Guerra da Independência de 1808, representando as tropas imperiais em combate com a milícia catalã, por Joseph-Bernard Flaugier.

Quando Fernando partiu para Baiona, deixou um governo liderado pela Junta de Gobierno, presidido pelo seu tio, o infante Don António. Os ministérios da junta nas pastas dos negócios estrangeiros, guerra, finanças, marinha e justiça constituíam o núcleo do governo espanhol desde o reinado de Carlos III. Para além dos ministérios, existiam os conselhos de Castela, das Índias, da Guerra, do Almirantado, do Tesouro, das Ordens Militares e da Inquisição. Espanha estava dividida em 32 províncias governadas por um intendente, e em 14 regiões militares governadas por um vice-rei, capitão-general ou comandante-geral. Fernando nomeou novos ministros para todos os ministérios. O duque do Infantado, antigo inimigo de Godoy, foi nomeado presidente do Conselho de Castela e Gregorio García de la Cuesta nomeado capitão-general de Castela a Velha. Apesar de alguns oficiais terem sido afastados do posto pela fúria popular, na generalidade o sistema permaneceu inalterado.
A primeira vaga de revoltas teve início de forma espontânea e individual, sem que cada foco de conflito tivesse conhecimento dos restantes. Em 23 de maio ocorreram as primeiras revoltas em Cartagena e Valência, seguidas por revoltas no dia 24 em Saragoça e Múrcia e no dia 25 na província das Astúrias, a qual expulsou o governador francês e declarou guerra a Napoleão. Nas semanas seguintes, todas as províncias adotaram a mesma posição.
Em Cartagena, foram distribuídos pela população cocares vermelhos, emblema tradicional da monarquia. A revolta foi apoiada pela guarnição local, que prendeu o capitão-general e o governador militar e estabeleceu uma junta provincial. Em Saragoça, onde José de Palafox se encontrava escondido no exterior da cidade, os conspiradores instigaram a multidão a clamar a sua liderança. O capitão-general foi preso e Palafox nomeado governador de facto de Saragoça e capitão-general de Aragão. Declarou imediatamente guerra a Napoleão e, com o irmão mais velho, comandou uma série de ataques contra os franceses que estiveram na origem do Primeiro Cerco de Saragoça entre 15 de junho e 14 de agosto de 1808. Maior parte das principais cidades eram agora governadas por juntas provisórias, à exceção de Cádis, governada por um conselho municipal, e Saragoça, governada por Palafox. A deterioração da situação forçou França a aumentar o contingente militar. Em 1 de junho de 1808, são enviados para Espanha mais 65 000 soldados para controlar a crise.

## Invasão de Espanha

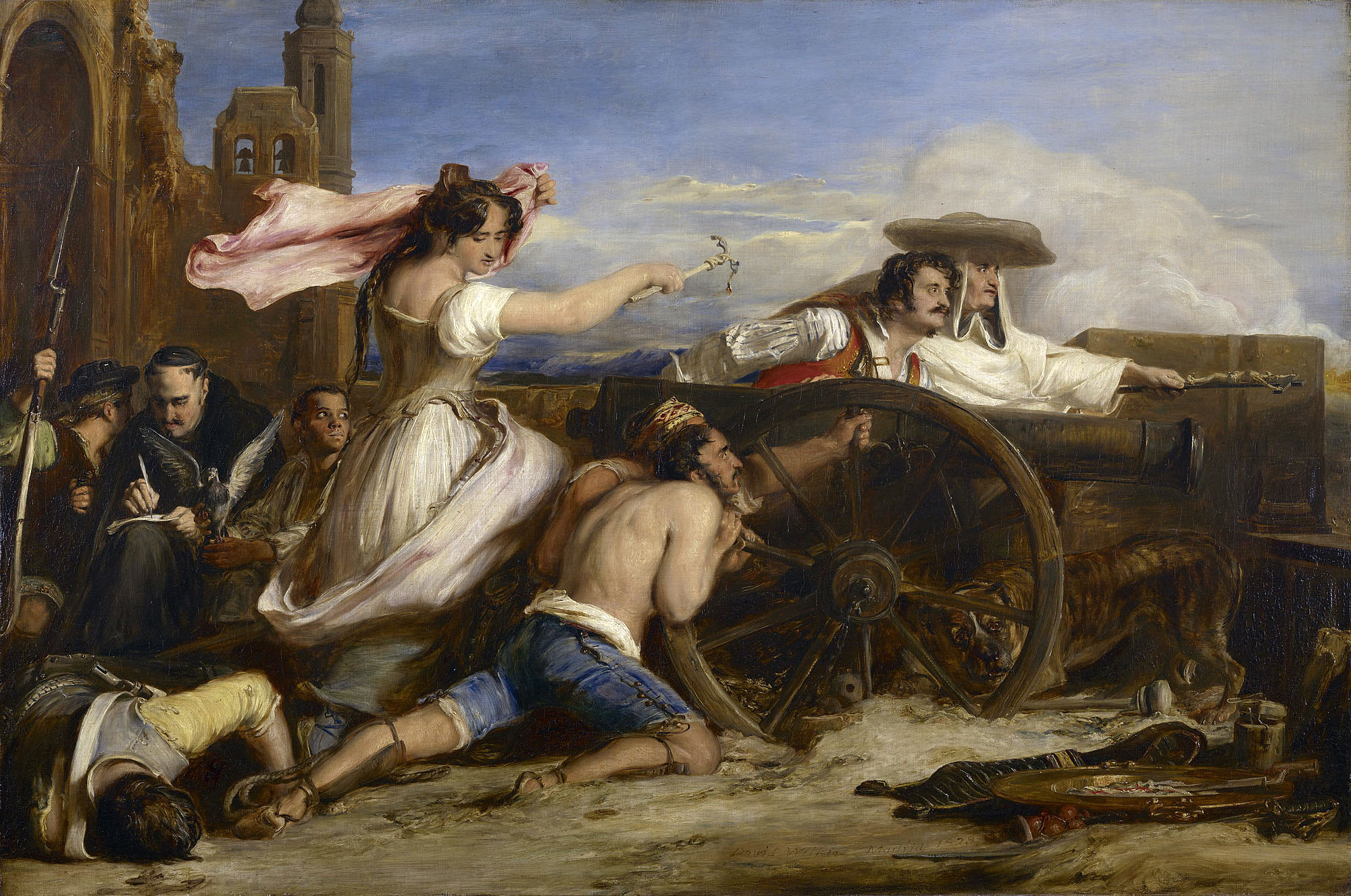
A Defesa de Saragoça: Agustina de Aragão dispara uma arma contra os invasores franceses em Saragoça.

Embora Napoleão contasse com revoltas populares, acreditava que o exército espanhol se manteria neutro ou se colocaria sob o seu comando, que as revoltas eventualmente terminariam e que Espanha se tornaria uma região pacífica se o seu irmão José fosse coroado rei. Napoleão também não tinha qualquer consideração pelas milícias espanholas que se lhe opunham. Dupont de l'Étang liderou 24 430 homens em direção a Sevilha e Cádis. O marechal Jean-Baptiste Bessières deslocou-se para Aragão e Castela a Velha acompanhado de 25 000 homens, com o objetivo de capturar Santander e Saragoça. Boncey marchou em direção a Valência com 29 350 homens e Guillaume Philibert Duhesme deslocou 12 710 soldados para a Catalunha em direção a Gironda.
No entanto, após a Batalha do Bruc, nas montanhas a cerca de 50 km de Barcelona, François Xavier de Schwarz e cerca de 4 mil homens foram forçados a retirar-se devido ao elevado número de baixas infligido pela milícia catalã, os miquelets. A divisão franco-italiana de Guillaume Philibert Duhesme, com cerca de 6 mil soldados, não conseguiu capturar a cidade de Gerona e foi forçada a retirar-se para Barcelona. Em 10 de junho, todos os navios de linha franceses ancorados em Cádis foram capturados, o que levou Dupont a cancelar a marcha sobre Córdova e, em 16 de junho, a retirar para Andujar. Em Aragão, Charles Lefebvre-Desnouettes comandou uma força de 6 mil homens que seriam derrotados no Primeiro Cerco de Saragoça. Recorrendo a táticas de guerra urbana, Palafox susteve os franceses ao longo de três meses. O avanço de Moncey em direção à costa terminou com a derrota em Valência, onde morreram cerca de um milhar de recrutas franceses ao tentar conquistar a cidade. Tendo conseguido conter o contra-ataque espanhol, Moncey deu início a uma longa retirada repleta de saques.

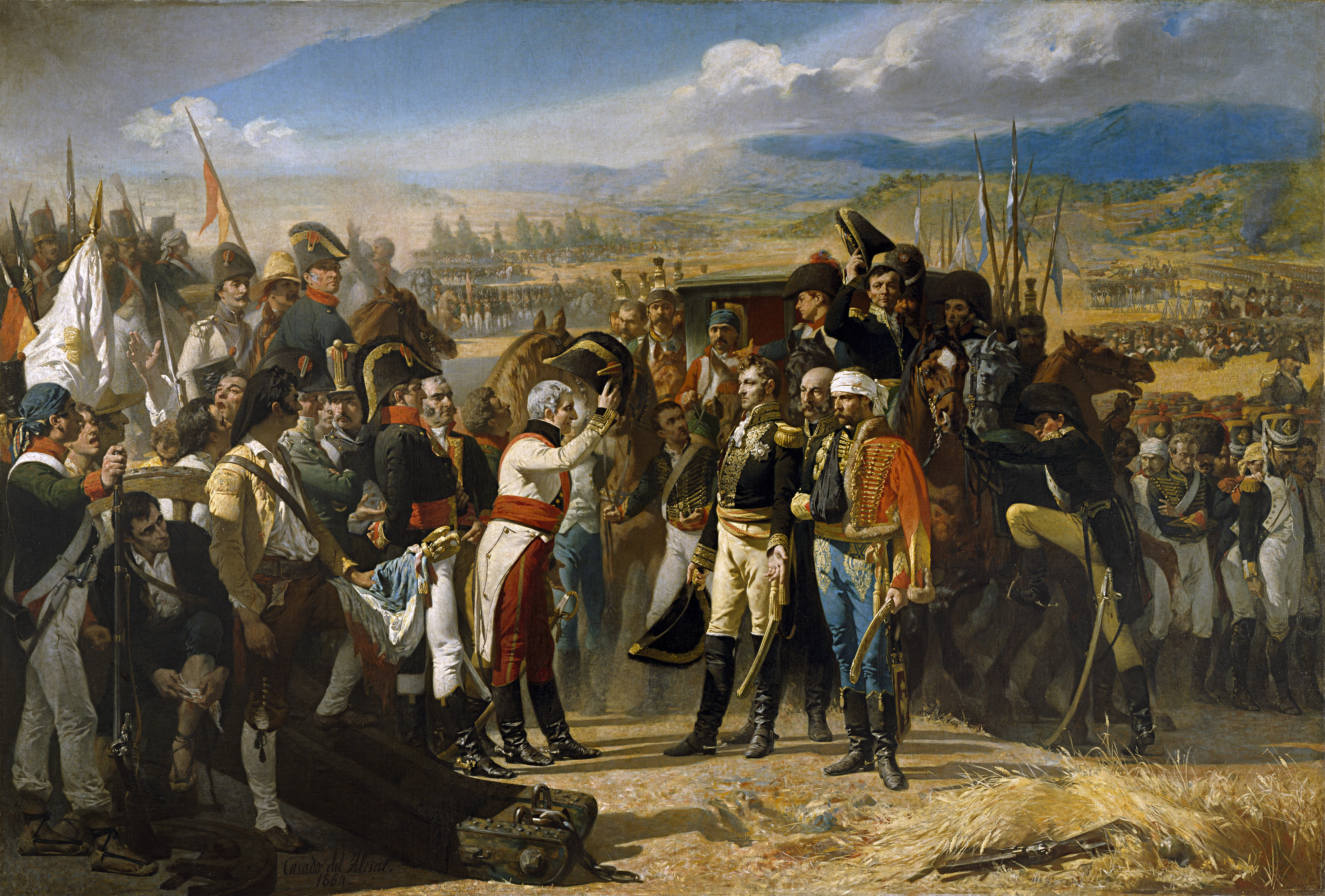
O triunfo do exército espanhol na Batalha de Bailén foi a primeira derrota do Império Francês.

A norte, os franceses obtiveram algumas vitórias. Quando a marcha de Bessières sobre Santander foi repelida por ataques de partisans em julho, os franceses regressaram e encontraram o exército conjunto de Blake e Cuesta. Durante a Batalha de Medina de Rioseco, os generais espanhóis, após insistência de Cuesta, atacaram as vulneráveis linhas de abastecimento francesas em Valladolid. Os dois exércitos confrontaram-se em 14 de julho, mas Cuesta deixou um intervalo entre as suas tropas e as de Blake, do qual os franceses tiraram partido. Com a derrota de Cuesta, Castela a Velha passou novamente para o domínio francês. Embora Blake tenha escapado, os espanhóis sofreram mais de um milhar de baixas e 1 200 prisioneiros. No entanto, a vitória de Bessières assegurou a posição estratégica do exército francês no norte de Espanha, abrindo caminho para Madrid. Faltava apenas reforçar o exército de Dupont, o que lhe permitiria avançar a sul através da Andaluzia. Dissipada a ameaça espanhola, José Napoleão entrou em Madrid em 20 de julho, sendo coroado rei de Espanha no dia 25.
No entanto, com a perda de 24 000 homens, a máquina militar de Napoleão entrou em colapso. Em 1 de agosto, José, que tinha mais de 23 000 homens em Madrid e acreditava que estava eminente um ataque de milhares de espanhóis sedentos de vingança, retirou-se da capital para Castela a Velha, ordenando a Verdier que abandonasse o cerco de Saragoça e a Bessieres que se retirasse de Leão, fazendo com que a totalidade do exército francês se refugiasse a norte do rio Ebro. Na mesma altura, Gerona resistiu a um segundo cerco. A Europa viu com bons olhos a resistência ao alegadamente invencível exército francês. Pela primeira vez desde 1801, um exército francês de dimensão considerável assistia a várias derrotas. As histórias de heroísmo espanhol inspiraram os patriotas austríacos a resistir e demonstraram a força dos movimentos nacionais de resistência. Os eventos permitiram a Bailén organizar a Quinta Coligação contra Napoleão.
Em consequência das tensões sociais e políticas provocadas pela rebelião, o tecido social espanhol entrou em declínio e os patriotas encontravam-se divididos em todas as questões. Com a queda da monarquia, o poder constitucional foi entregue às juntas locais, as quais interferiam com os assuntos militares, sabotavam as tentativas de formar um governo central em Madrid, e demonstravam ser tão perigosas umas para as outras como o próprio exército francês. A junta de Sevilha chegou a declarar-se o supremo governo de Espanha e tentou anexar as juntas vizinhas pela força.

### Segunda invasão de Espanha

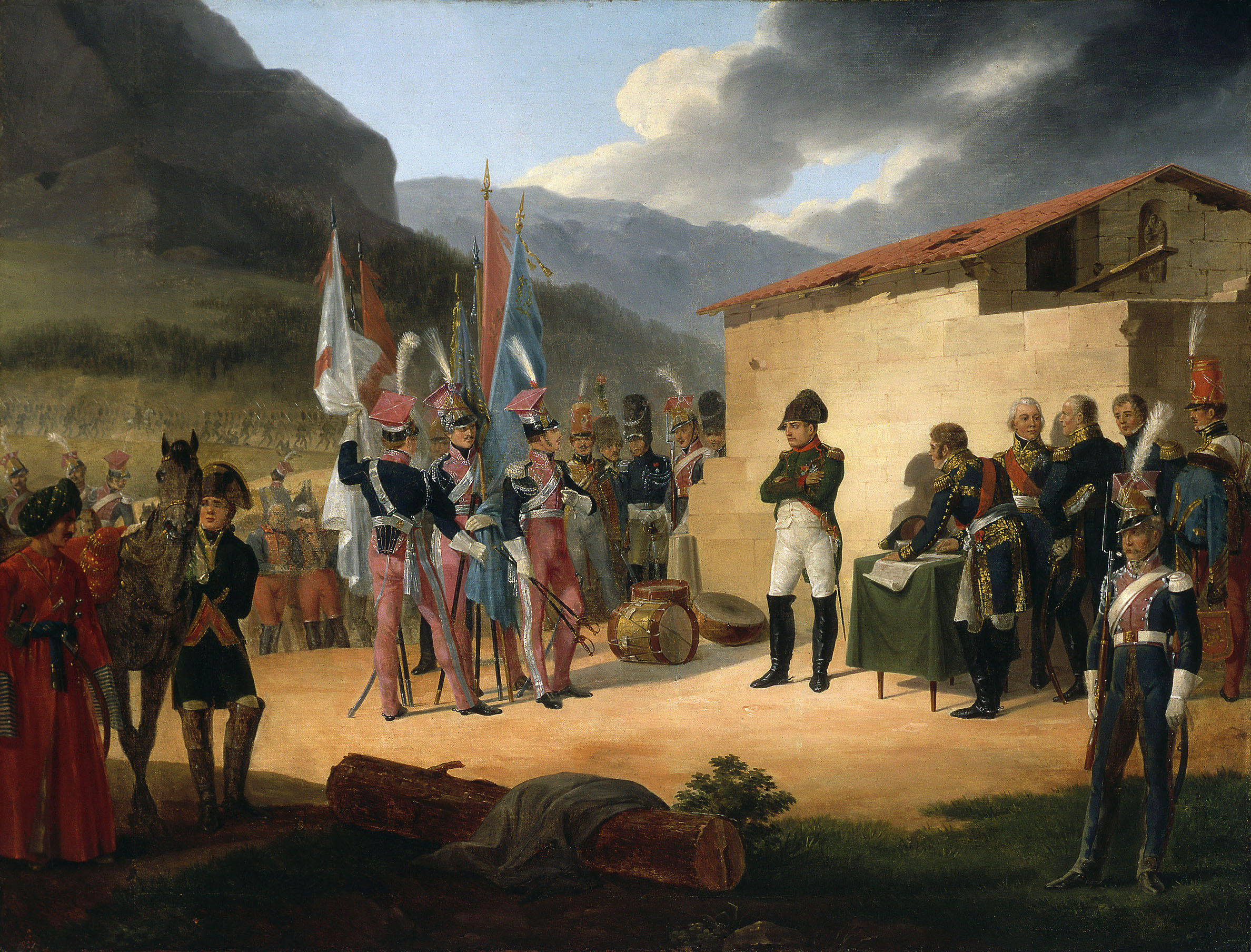
A Batalha de Tudela

Passaram-se vários meses de inatividade na frente de combate. A revolução bloqueou a Espanha num momento em que uma ação decisiva poderia ter mudado o curso da guerra. Os franceses, que em junho dominavam Espanha, mantinham-se imobilizados em Navarra e na Catalunha. Por volta de outubro de 1808, as forças francesas em Espanha contavam com 75 000 soldados, contra 86 000 soldados espanhóis e 35 000 soldados britânicos em trânsito. O exército britânico em Portugal encontrava-se também imobilizado devido a dificuldades logísticas e conflitos administrativos.
Após a perda de Portugal e a rendição de um corpo francês na Batalha de Bailén, Napoleão apercebeu-se do risco que corria em Espanha. A rendição de Bailén constitui um momento de viragem histórica. Foi a primeira vez, desde 1801, que uma força considerável francesa se rendeu em batalha. A notícia deste evento correu rapidamente por Espanha e por toda a Europa e representou um duro golpe na aura de invencibilidade do exército francês, inspirando movimentos de resistência à ocupação napoleónica. O próprio papa publica uma carta aberta de denúncia em relação a Napoleão e na Áustria começam-se a organizar esforços para desafiar o Império Francês.

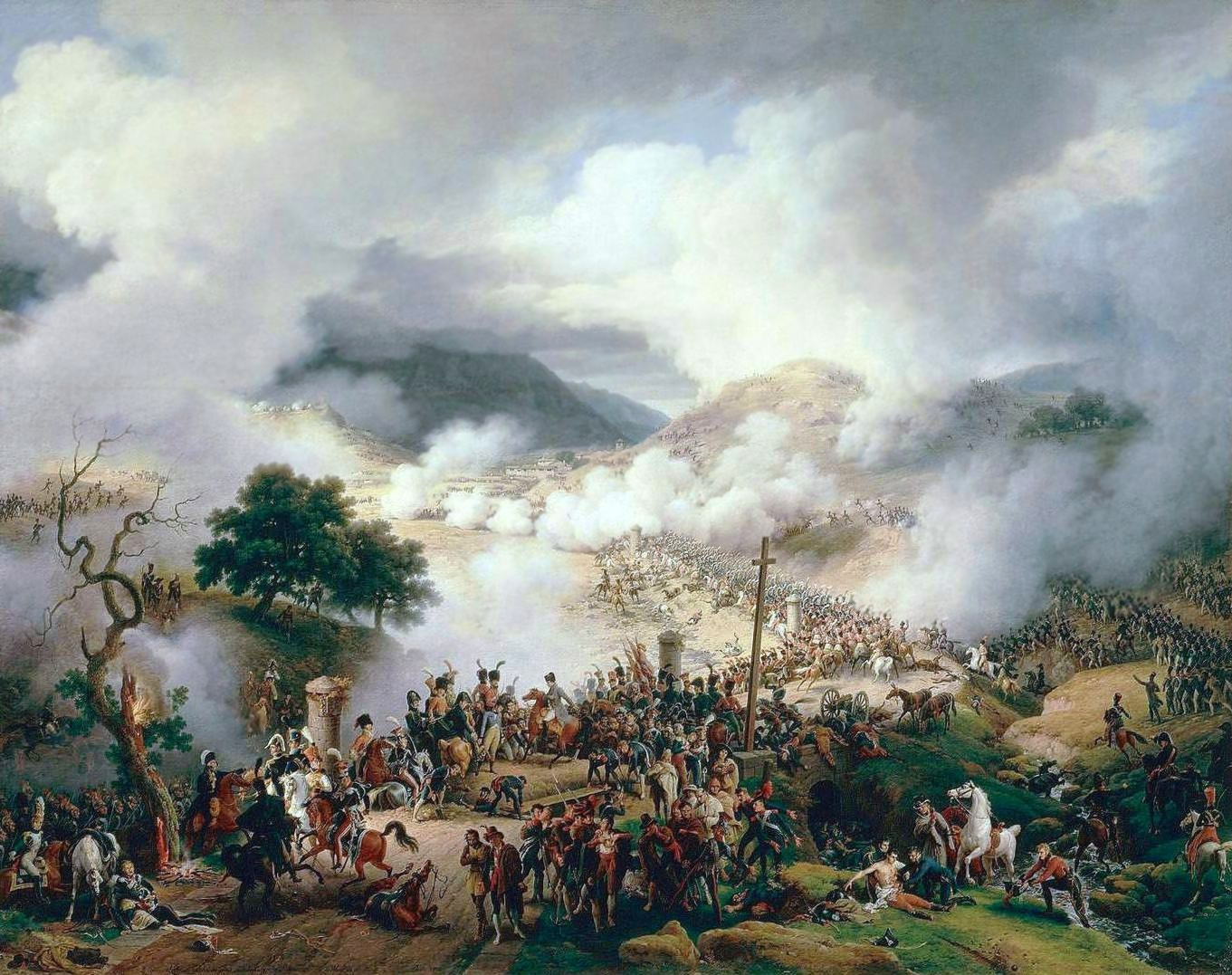
A Batalha de Somosierra.

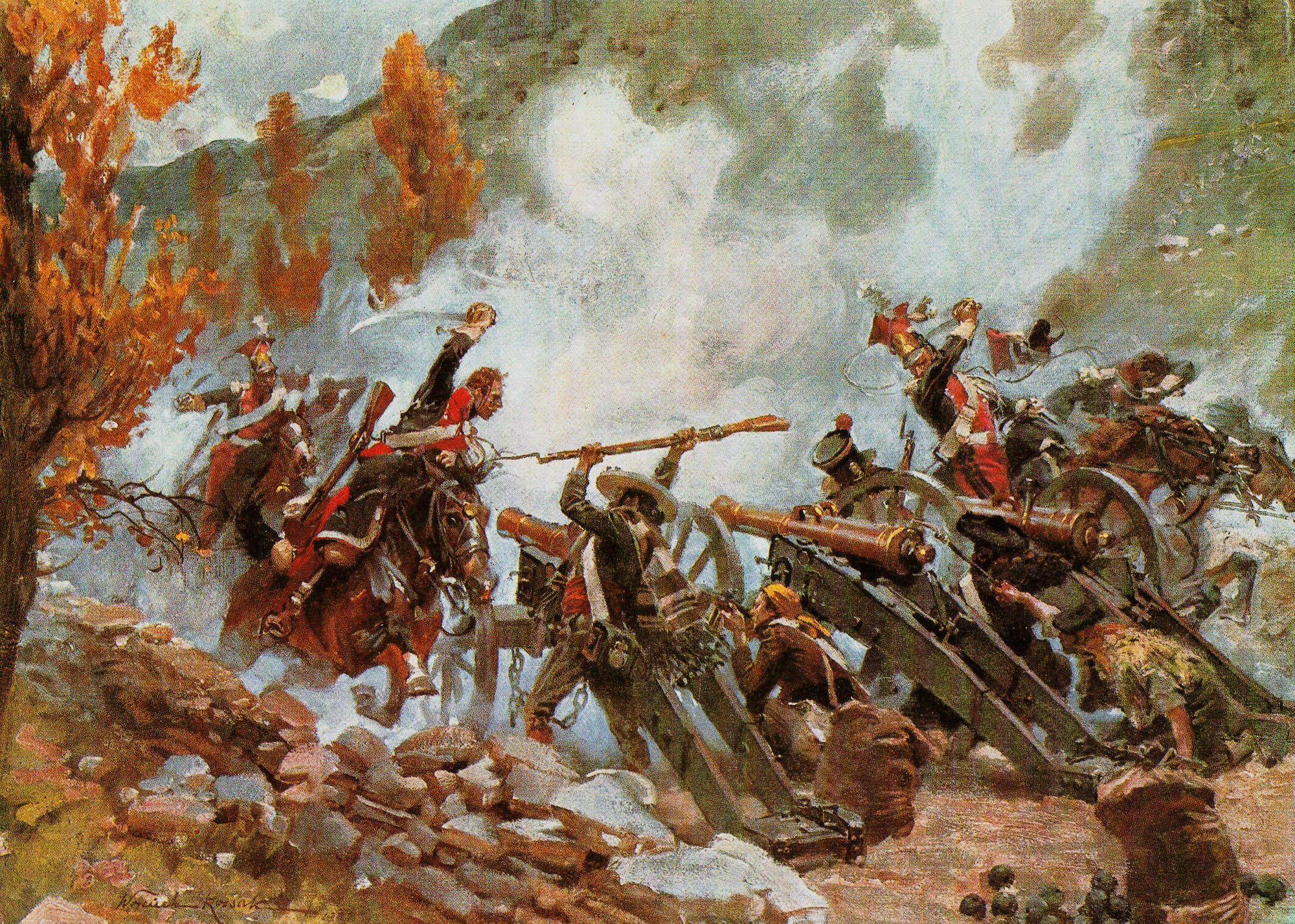
Somosierra: a cavalaria polaca ataca artilheiros espanhóis num passo de montanha.

O exército francês em Espanha foi reforçado com 100 000 veteranos da Grande Armée, liderados pelo próprio Napoleão e pelos seus marechais. No total, estavam mobilizados a norte do rio Ebro 278 670 soldados franceses, que enfrentavam cerca de 80 000 soldados espanhóis, impreparados e mal organizados. Em novembro de 1808, Napoleão encetou uma brilhante ofensiva com envolvimento duplo das linhas espanholas.
O terreno montanhoso a norte da capital atrasou o avanço de Napoleão até que, em 30 de novembro, a vitória na batalha de Somosierra sobre a artilharia de Benito de San Juan permitiu às tropas francesas atravessar finalmente a serra de Guadarrama. Napoleão chegou às portas Madrid no dia 1 de dezembro e entrou na cidade triunfante no dia 4, tendo o trono sido restituído a José Bonaparte. San Juan retirou para oeste para Talavera, onde foi morto num motim. A Junta, que tinha sido forçada a abandonar a capital em novembro, exilou-se nos Alcázares de Sevilha entre 16 de dezembro de 1808 e 23 de janeiro de 1810.

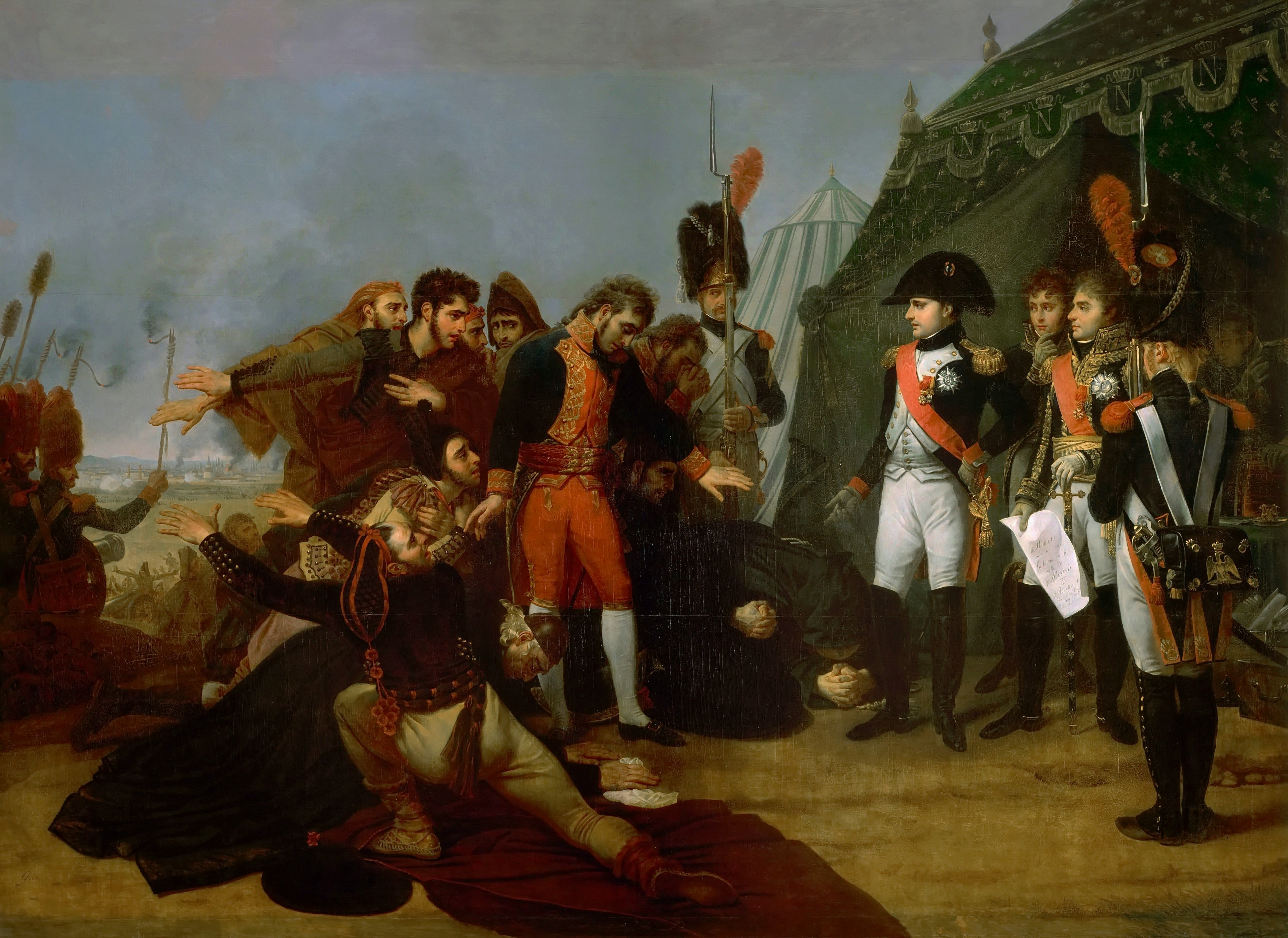
Oficiais espanhóis entregam Madrid a Napoleão.

A presença da marinha britânica nas costas de França e Espanha atrasou a entrada francesa no leste e sul de Espanha e esgotou os recursos militares na região. Em outubro de 1808, o exército de Napoleão na Catalunha foi reforçado com 17 000 homens, liderados por Laurent de Saint-Cyr, com o objetivo de apoiar Duhesme em Barcelona. Em 7 de novembro, Saint-Cyr iniciou um cerco à cidadela de Rosas. O lado anglo-espanhol, liderado por Thomas Cochrane resistiu durante um mês até à capitulação em 5 de dezembro. A vitória abriu aos franceses o caminho, que contornou Girona até confrontar o exército espanhol na Batalha de Cardadeu, nos arredores de Barcelona, em 16 de dezembro. Cinco dias mais tarde, Saint-Cyr derrotou os espanhóis liderados pelo Conde de Caldagues e Theodor von Reding, capturando 1 200 homens na Batalha de Molins de Rey.

## Contra-ofensiva britânica de Moore

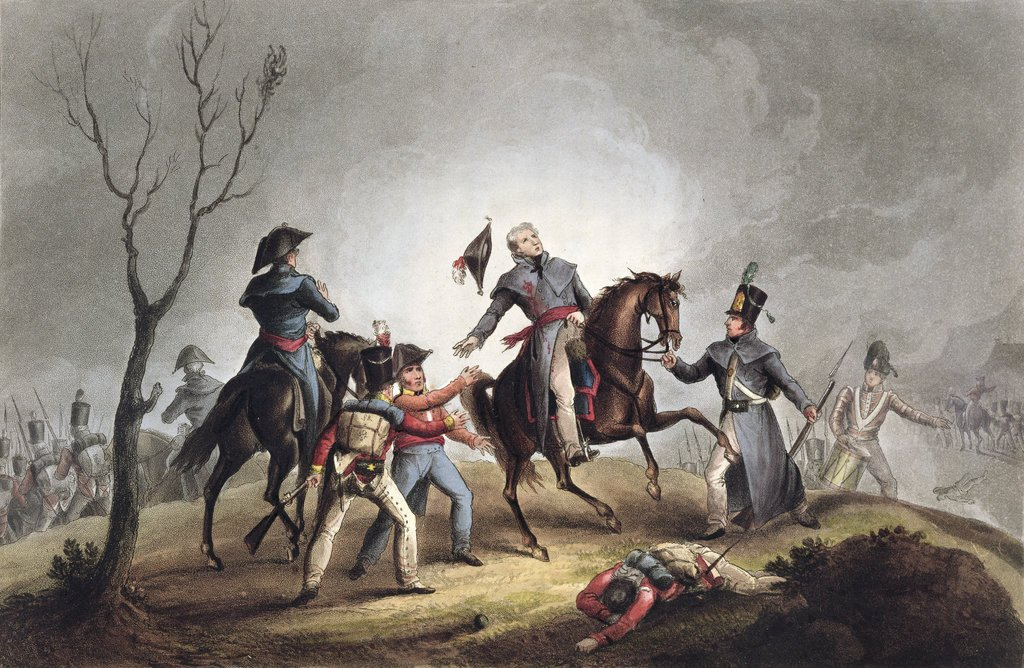
Morte de Sir John Moore em 17 de janeiro de 1809.

Em novembro de 1808, o exército britânico liderado por Moore avançava para Espanha com ordens para prestar assistência aos exércitos espanhóis em combate contra as forças de Napoleão. Moore recebia apelos desesperados do embaixador britânico e da Junta Central para apoiar a causa dos Patriotas. No entanto, as forças de Moore encontravam-se dispersas, pelo que a sua capacidade de ação era limitada. Embora o principal exército de Moore tivesse avançado até Salamanca, em 28 de novembro nenhuma das suas tropas tinha ainda passado Astorga em direção a norte, enquanto John Hope se encontrava ainda 70 km a este com toda a cavalaria e artilharia de Moore. Em 3 de dezembro, um destacamento de Hope juntou-se ao principal exército de Moore, dando-lhe conhecimento das sucessivas derrotas dos espanhóis. Moore concluiu que para evitar uma tragédia teria que desistir e retirar para Portugal.
No entanto, antes da retirada Moore recebeu informações secretas de que as forças de Soult estavam dispersas e isoladas em Carrión de los Condes e que os franceses desconheciam a posição do exército britânico. Em 15 de dezembro, iniciou a marcha em direção aos franceses perto de Madrid com o objetivo de derrotar Soult. No dia 20, Moore junta forças com Baird, proveniente da Corunha, dispondo agora de uma força de infantaria com 23 500 homens, uma força de cavalaria com 2 400 homens e 60 peças de artilharia. O ataque foi aberto com um raide bem-sucedido da cavalaria de Henry Paget sobre os piquetes franceses na Batalha de Sahagún em 21 de dezembro. No entanto, apesar de Soult ser apanhado de surpresa, Moore não conseguiu concretizar a sua parte do ataque, tendo esperado dois dias durante os quais Soult conseguiu concentrar as suas tropas. Assim que foram emitidas as ordens para avançar, chegaram notícias dramáticas de que a sul as tropas francesas conseguiram atravessar em massa a serra de Guadarama em direção à planície de Castela a Velha. Ao mesmo tempo, Napoleão soube da presença do exército britânico e virou para norte para o confrontar. No entanto, Moore encontrava-se de tal forma a norte que as forças provenientes de Madrid não teriam sido capazes de o confrontar. Moore estava consciente deste perigo e retirou para oeste mal soube do avanço de Napoleão, requisitando que fosse enviado transporte marítimo de Lisboa para a Corunha. Um ataque de Soult poderia ter atrasado Moore o suficiente para que as forças de Napoleão chegassem à sua retaguarda. No entanto, Soult esperou por reforços de Burgos e foi atrasado por chuva torrencial. Embora La Romana tinha de cobrir a retirada de Moore, foi derrotado por Soult na Batalha de Mansilla. A retirada de Moore foi marcada por numerosos atos de indisciplina em vários regimentos e ações de combate rebelde na retaguarda, o que permitiu a Paget capturar Lefebvre-Desnouettes na Batalha de Benavente, com Napoleão a observar à distância.

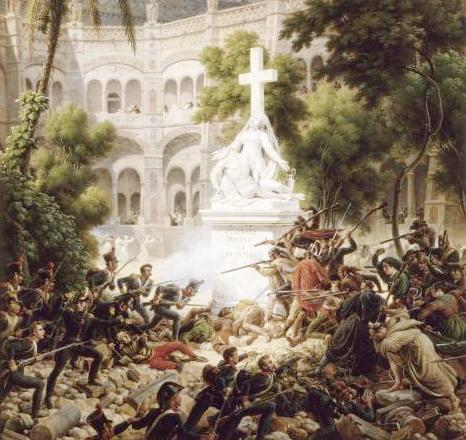
Ataque ao mosteiro de Santa Engrácia durante o Segundo Cerco de Saragoça em 1809

As tropas britânicas conseguiram escapar para o mar depois de terem resistido a um ataque francês na Batalha da Corunha, na qual Moore foi morto. Cerca de 26 000 soldados conseguiram fugir para a Grã-Bretanha, tendo morrido 7 mil ao longo de toda a expedição. Com a morte de Moore, mais de um quinto do exército desaparecido e vários milhares de feridos e doentes, a intervenção britânica terminou em humilhação e tragédia. Embora o exército tenha salvo todas as peças de artilharia, perdeu grande parte da bagagem e foi forçada a abater praticamente todos os cavalos que conseguiram chegar à Corunha. Durante a evacuação, o exército perdeu ainda mais algumas centenas de homens em tempestades de inverno no golfo de Biscaia e no canal da Mancha. Os franceses ocupavam agora a região mais populosa de Espanha, incluindo as importantes cidades de Lugo e Corunha. Para além das perdas materiais dos aliados, as relações anglo-espanholas sofreram bastante com estes eventos. Enganados por jornalistas que alegavam que o exército de Moore era muito maior do que na realidade e que descreviam Sahagun como uma vitória, os espanhóis estavam em choque com a retirada britânica. Esta situação foi ainda agravada pelos relatos furiosos do marquês de La Romana e outros observadores, que acusavam Moore de traição e má-fé.
Entretanto, Saragoça, já desfigurada pelos sucessivos bombardeamentos de Lefebvre-Desnouettes durante o verão de 1808, foi novamente cercada em 20 de dezembro. Apesar de Lannes e Moncey terem enviado dois corpos do exército com 45 000 homens e uma quantidade considerável de equipamento, os cidadãos-soldado espanhóis foram capazes de aguentar a cidade ao longo de dois meses, o que deu à cidade aclamação nacional e internacional. Os espanhóis resistiram com determinação, enfrentando doenças e fome, incendiando as próprias casas e entrincheirando-se em conventos. Da guarnição de 44 000 soldados, sobreviveram apenas 8 mil, mas conseguiram impedir o exército francês de avançar para além das margens do rio Ebro.

## Invasão de Portugal

### Primeira invasão

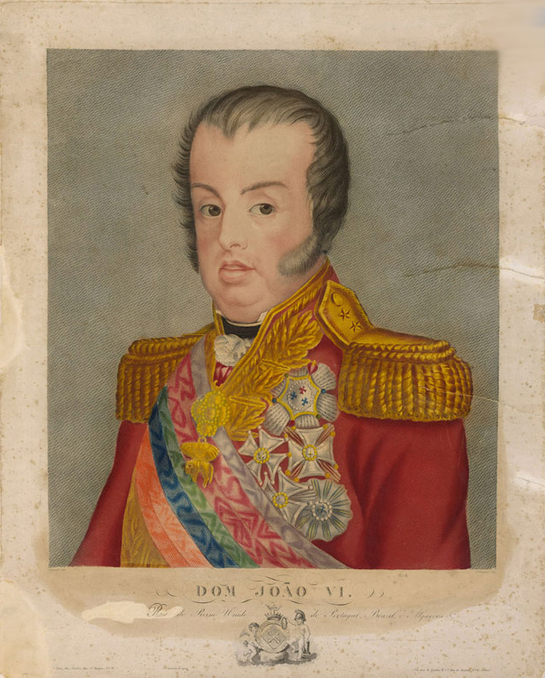
João VI, na altura, príncipe regente de Portugal.

O não cumprimento por parte de Portugal das disposições do Bloqueio Continental, levou a França a invadir o país. A Convenção secreta entre Portugal e a Inglaterra, assinada no dia 22 de outubro, estabelecia com segurança a manobra luso-britânica de pôr a salvo a família real e o governo português no Brasil.

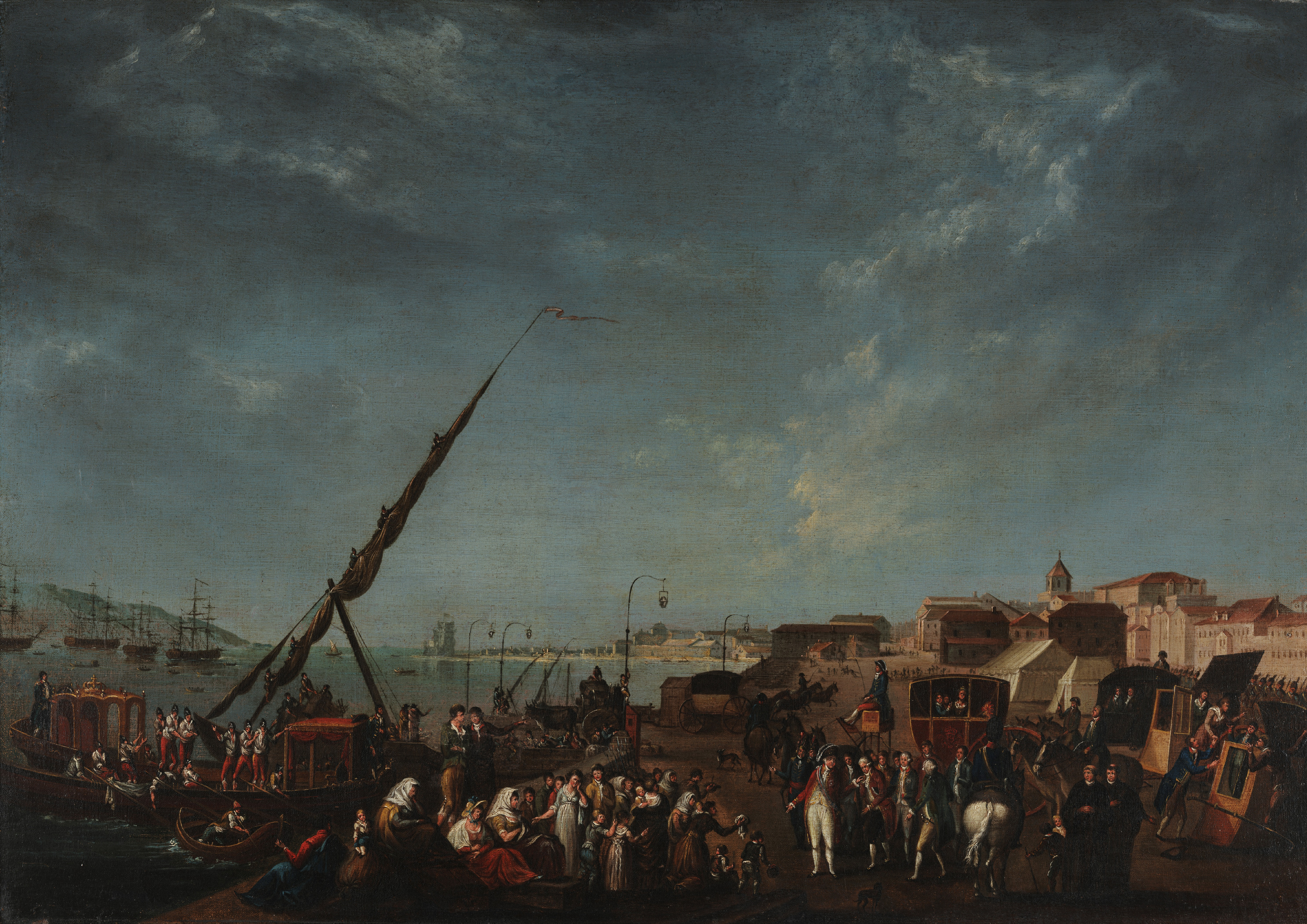
Embarque para o Brasil do príncipe regente de Portugal, D. João VI, e de toda a família real, no porto de Belém, em 27 de novembro de 1807. Gravura feita por Francisco Bartolozzi a partir de óleo de Nicolas Delariva.

Sob o comando do general Jean-Andoche Junot, as tropas francesas entraram na Espanha em 18 de outubro de 1807, cruzando o seu território em marcha acelerada em pleno inverno e alcançando a fronteira portuguesa em 20 de novembro. Sem encontrar resistência militar, uma coluna de tropas invasoras atingiu Abrantes em 24 de Novembro. Faminto e desgastado pela marcha e pelo rigor da estação, o exército francês teve dificuldade para ultrapassar o rio Zêzere, entrando em Santarém em 28. Instalando-se no Cartaxo, parte no mesmo dia, rumo a Lisboa, onde entrou em 30, à frente de dois regimentos em muito mau-estado, para receber a notícia da fuga da família real. Um dia antes, a família real e a corte portuguesa haviam-se transferido para o Brasil a bordo de uma larga esquadra naval, protegida por naus britânicas, e levando consigo cerca de 15 mil pessoas, deixando o governo do território europeu de Portugal nas mãos de uma regência, com instruções para não "resistir" aos invasores. Ficava vazio de conteúdo o decreto de Napoleão publicado pelo jornal francês Le Moniteur de 30 de outubro, dando como banida a Casa de Bragança do trono de Portugal.
Ao chegar a Lisboa, Junot tomou medidas para a instalação das tropas que o precediam. No dia 2 de dezembro de 1807, entrou na cidade o general Laborde, com os efectivos reduzidos e extenuados, com muitos homens montados em burros, mal podendo estar de pé. Três semanas depois de chegar a Lisboa, Junot tinha ainda apenas um efectivo de 10 mil dos 28 mil soldados franceses que tinham invadido Portugal, distribuindo-os ao redor de Lisboa. A divisão espanhola de Solano, saindo de Badajoz, tomara entretanto Elvas e Campo Maior, indo estabelecer o seu quartel-general em Setúbal, ocupando também Alcácer do Sal e, no Algarve, Tavira e Lagos. A divisão do general Francisco Taranco y Llano, com cerca de 6 mil homens, entrou por Valença e foi garantir a tomada da cidade do Porto, onde já estava o general Juan Carrafa com 4 mil homens, vindos por Tomar e Coimbra. Iniciava-se o período do domínio francês de "El-Rei Junot".

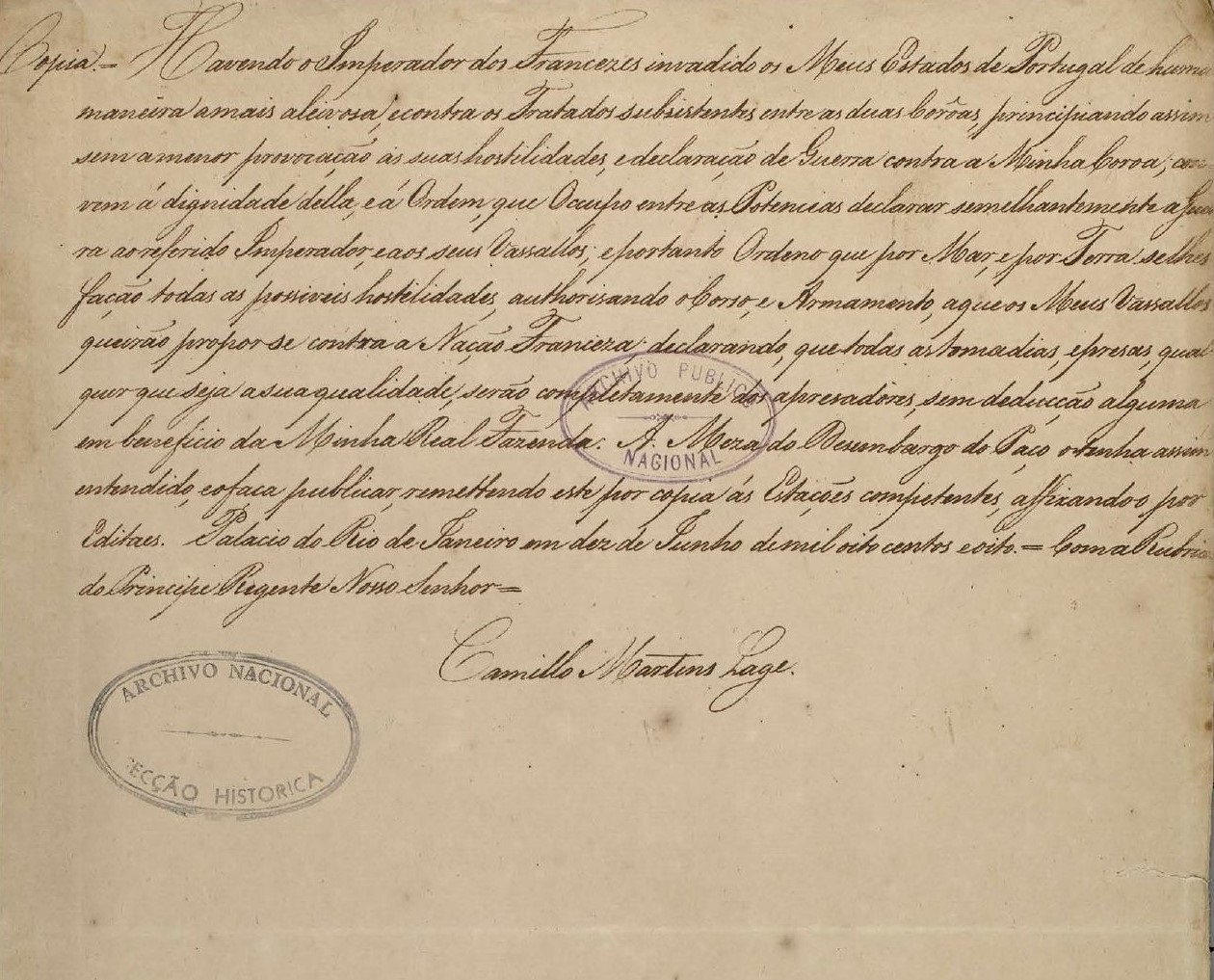
Declaração de guerra feita por D. João a Napoleão Bonaparte e todos os seus vassalos, 1808. Arquivo Nacional.

Em sinónimo da estabilidade faz abrir o Teatro de São Carlos incumbindo o maestro/compositor Marcos Portugal do seu funcionamento, o qual, apresenta no dia do aniversário de Napoleão uma revisão do seu ''Demofoonte''.
Entretanto, Napoleão envia mais tropas para o norte de Espanha que, a pretexto de apoiar as tropas de ocupação em Portugal, tomam as cidades de Pamplona, Barcelona, Figueras (Catalunha) e San Sebastian. O marechal Joaquim Murat, cunhado de Napoleão, atravessa então Bidassoa e marcha com 100 mil soldados sobre Madrid. Antes de Murat chegar a Madrid, uma rebelião em Aranjuez, em 19 de março de 1808, depõe o rei Carlos IV, afasta Manuel de Godoy, e coloca no trono espanhol o príncipe das Astúrias, com o nome de Fernando VII.
O rei Fernando VII recebe o marechal Murat como aliado, confiando ainda que Napoleão cumprirá o Tratado de Fontainebleau. Ocorre o levantamento de 2 de maio da população de Madrid contra os franceses, levando Murat a ordenar o fuzilamento de milhares de espanhóis, que Francisco Goya, em 1814, veio a homenagear no quadro "Os fuzilamentos de 3 de maio". Durante o mês de maio e junho, eclodem insurreições populares contra as tropas francesas de ocupação por toda a Espanha e Portugal. A 5 e 6 de maio, com as Abdicações de Baiona Fernando VII é forçado a abdicar e a reconhecer José Bonaparte como rei de Espanha. Além de Fernando VII, são colocados na prisão o seu antecessor, Carlos IV, a rainha e Manuel de Godoy, dando-se o ocaso da casa real espanhola.
Em 9 de maio de 1808, o príncipe regente de Portugal, no Brasil, declarava nulos todos os tratados de Portugal com a França, declarando guerra aos franceses e amizade ao seu antigo aliado, a Grã-Bretanha. No Porto, em 6 de junho, vai abrir-se um período de revoltas populares contra a ocupação francesa, em resultado das quais as populações de Chaves, Miranda do Corvo, Torre de Moncorvo, Ruivães, Vila Real, entre outras, responderam imediatamente à chamada. Sob o comando do tenente-general Sepúlveda o movimento de Trás-os-Montes voltou ao Porto, onde foi nomeada a Junta Provisional do Supremo Governo do Reino (1808), sob o comando do bispo do Porto, D. António de Castro.
A notícia do levantamento do povo espanhol levou o general Solano a retirar com as suas tropas para Espanha. O general Quesnel, um francês que substituíra Tarrancos por morte deste, é preso pelas tropas espanholas de Balestra que, entretanto, recebera também ordem de regressar a Espanha.
Em Portugal, as tropas francesas sob o comando de Junot ficam reduzidas às concentrações numa área em volta de Lisboa, delimitada pelo Atlântico, o rio Tejo, e por uma linha que ia de Peniche até Abrantes. No resto do território, os franceses dispunham de forças em posições fortificadas em Setúbal, Almeida e Elvas. Fora dessa área e dessas localidades, os franceses deslocavam-se ainda com um certo à vontade, provocando baixas às forças portuguesas e às populações que se lhes opunham.
Porém a resistência portuguesa crescia dia-a-dia. Quando uma força francesa sob o comando do general Louis Henri Loison, sediada em Almeida, tentou marchar sobre o Porto, viu-se cercada por forças de guerrilha de camponeses rudimentarmente armados, mas muito aguerridos. Após três dias de combates, Loison é forçado a retroceder.
No sul do país, a tão esquecida revolta de Olhão teria mesmo tomado a dianteira nos combates corpo-a-corpo, no dia 16 de junho, tendo sido considerada pelo próprio príncipe regente como "o primeiro sinal para se restaurar a Monarquia" (ver Alvará Régio de 15 de novembro de 1808), elevando o então lugar a Vila de Olhão da Restauração.
A Junta do Porto, sob o comando do bispo D. António de Castro, vai manter-se ao lado dos resistentes ao ocupante francês. No dia 24 de julho, depois de passar pela Corunha, desembarca no Porto o general Arthur Wellesley (mais tarde duque de Wellington), onde recebe algum apoio, mas sobretudo preciosas informações sobre a situação militar no conjunto do território português. No dia seguinte, Wellesley decide navegar até à entrada do Tejo para consultas com o almirante Charles Cotton, comandante naval britânico na área. O forte de Peniche estava ocupado por forças francesas e no Tejo estava por perto uma esquadra russa. Decidem fazer o desembarque das tropas britânicas na foz do Mondego.
No dia 1 de agosto, as tropas britânicas começaram a desembarcar perto da Figueira da Foz, marchando no dia 10 em direcção a Leiria onde se juntaram às forças portuguesas de Bernardino Freire, comandante do exército português em Montemor-o-Velho. No total seriam cerca de 20 000 homens; 14 000 britânicos e 6 000 portugueses. Do lado francês, havia inicialmente 30 000 homens, mas calculou-se que não haveria agora mais de 12 000 homens nos arredores da capital. Os restantes estariam distribuídos por Tomar, Abrantes, etc., a que havia que descontar o número de baixas provocados pelas guerrilhas populares e pelas deserções. Travaram-se, na sequência, a Batalha de Roliça e a Batalha do Vimeiro, vencidas pelos aliados Portugal/Reino Unido da Grã-Bretanha forçando à Convenção de Sintra.

### Segunda invasão
Após a Batalha da Corunha e evacuação britânica de Espanha, Soult concentrou os seus planos na invasão de Portugal. Na grande estratégia que Napoleão delineou no final de 1808, previa-se que Portugal fosse conquistado através de uma ofensiva em três frentes. O exército de Soult entraria no país por norte, Pierre Lapisse entraria com 9 mil pelo leste e Claude Perrin pelo sul. Restaurada a paz na metade norte da província, e antecipando a vitória na invasão da Andaluzia e do levante peninsular, Napoleão previa que o conflito peninsular estivesse resolvido antes do verão de 1809. Esta confiança era reforçada pelo estado caótico e desmoralizado em que se encontravam os patriotas espanhóis e portugueses.
No entanto, a Junta espanhola assumiu a direção do esforço de guerra, implementou impostos de guerra, organizou o Exército de La Mancha e assinou um tratado de aliança com o Reino Unido em 14 de janeiro de 1809.
Oficialmente, Soult tinha 40 000 homens à disposição. No entanto, na sequência da campanha na Galiza, milhares de soldados encontravam-se doentes, pelo que na realidade só dispunha de 20 000homens, enfrentando também dificuldades em equipá-los e uma carência crónica de cavalos e veículos de transporte. No entanto, a determinação de Soult permitiu-lhe capturar a base naval de Ferrol em 26 de janeiro, apreendendo oito navios de carreira, três fragatas, vários milhares de prisioneiros e uma quantidade imensa de equipamento, incluindo 20 mil mosquetes Brown Bess, o que permitiu a Soult colmatar a carência de equipamento e prosseguir com os planos de invadir Portugal.

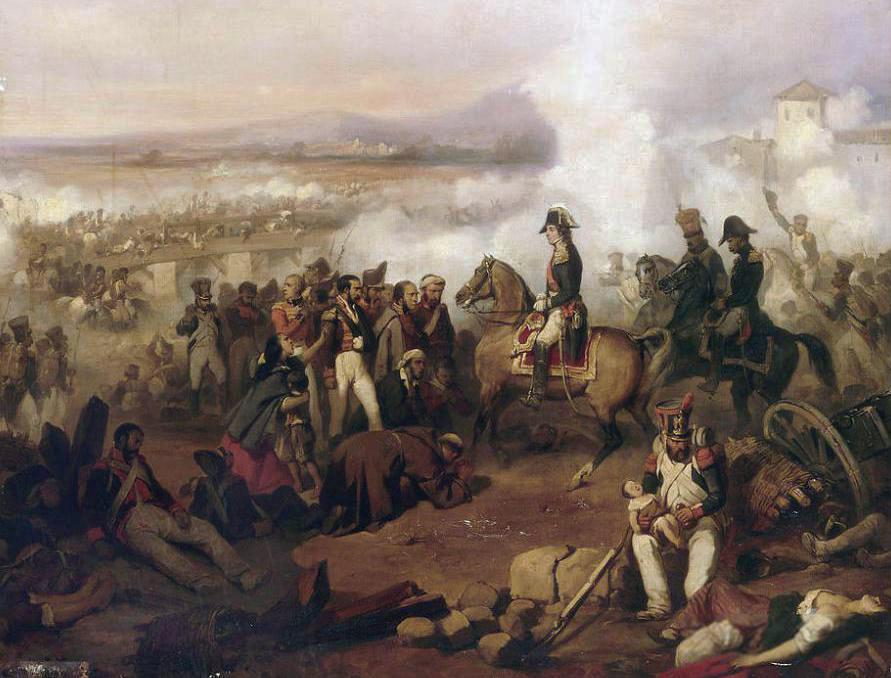
Marechal Jean de Dieu Soult no cerco do Porto.

Em março de 1809, Soult inicia a segunda invasão de Portugal através do corredor do norte. O exército de Soult enfrentava 12 000 homens representados pelos regimentos de linha, milícias e a ordenança da província de Trás-os-Montes. Comandadas por Francisco da Silveira, estas forças rapidamente bateram em retirada no meio do caos e desordem. Dois dias após atravessar a fronteira, Soult tinha já conquistado o forte de Chaves. Virando em direção a oeste, os franceses foram confrontados por uma força portuguesa de 25 000 homens, mal preparados e indisciplinados. Enquanto esperava pelo exército de Soult, a milícia portuguesa linchou o seu próprio comandante, Bernardim Freire, que pretendia retirar. Em 20 de março, 16 000 dos soldados profissionais de Soult pertencentes ao II corpo da Grande Armée avançaram e mataram 4 000 milicianos portugueses durante a Batalha do Carvalho d'Este nos arredores de Braga, dirigindo-se depois para sul em direção ao Porto. Em 29 de março, durante a Primeira Batalha do Porto, os defensores portugueses entraram em pânico e tentaram fugir para sul atravessando o rio Douro pela ponte das Barcas. Devido ao peso da multidão em fuga, a ponte cedeu e milhares de pessoas morreram afogadas no desastre da ponte das barcas. A batalha representou uma vitória para as forças francesas e, com menos de 500 baixas, Soult assegurou o controlo da segunda maior cidade portuguesa, com as docas e arsenais intactos, capturando uma imensa quantidade de comida, munições e 30 navios de vinho. Do lado português ocorreram perdas significativas, tendo sido perdidas mais de 200 peças de artilharia e entre 6 000 e 20 000 homens mortos, feridos ou capturados.
Por volta de maio de 1809, o exército francês contava vitórias em praticamente todas as cidades espanholas. Victor avançou sobre Badajoz, derrotando Cuesta em Medellín. O exército espanhol debandou para sul através da planície, sendo perseguido pela cavalaria francesa que infligiu um elevado número de baixas. Apesar da batalha ter sido terminada por uma tempestade, pelo menos 8 mil espanhóis morreram e 2 mil foram feitos prisioneiros, enquanto entre os franceses o número de baixas foi apenas entre 300 e 2 000.

### Terceira invasão
Uma terceira invasão francesa do território português teve início em 1810, sob o comando do marechal André Masséna. Penetrando pela região Nordeste de Portugal, conquistou a Praça-forte de Almeida (agosto), na fronteira, marchando em seguida sobre Lisboa. Interceptado pelas forças luso-britânicas, foi derrotado na Batalha do Buçaco (27 de setembro). Reagrupando as suas forças, retomou a marcha, flanqueando as tropas luso-britânicas e forçando-as a recuarem para defender a capital. Os franceses atingiram as Linhas de Torres a 14 de outubro, erguidas na previsão dessa eventualidade e onde as tropas luso-britânicas os aguardavam desde o dia 10, retirando-se, derrotados, ao final do dia seguinte.

## Intervenção britânica

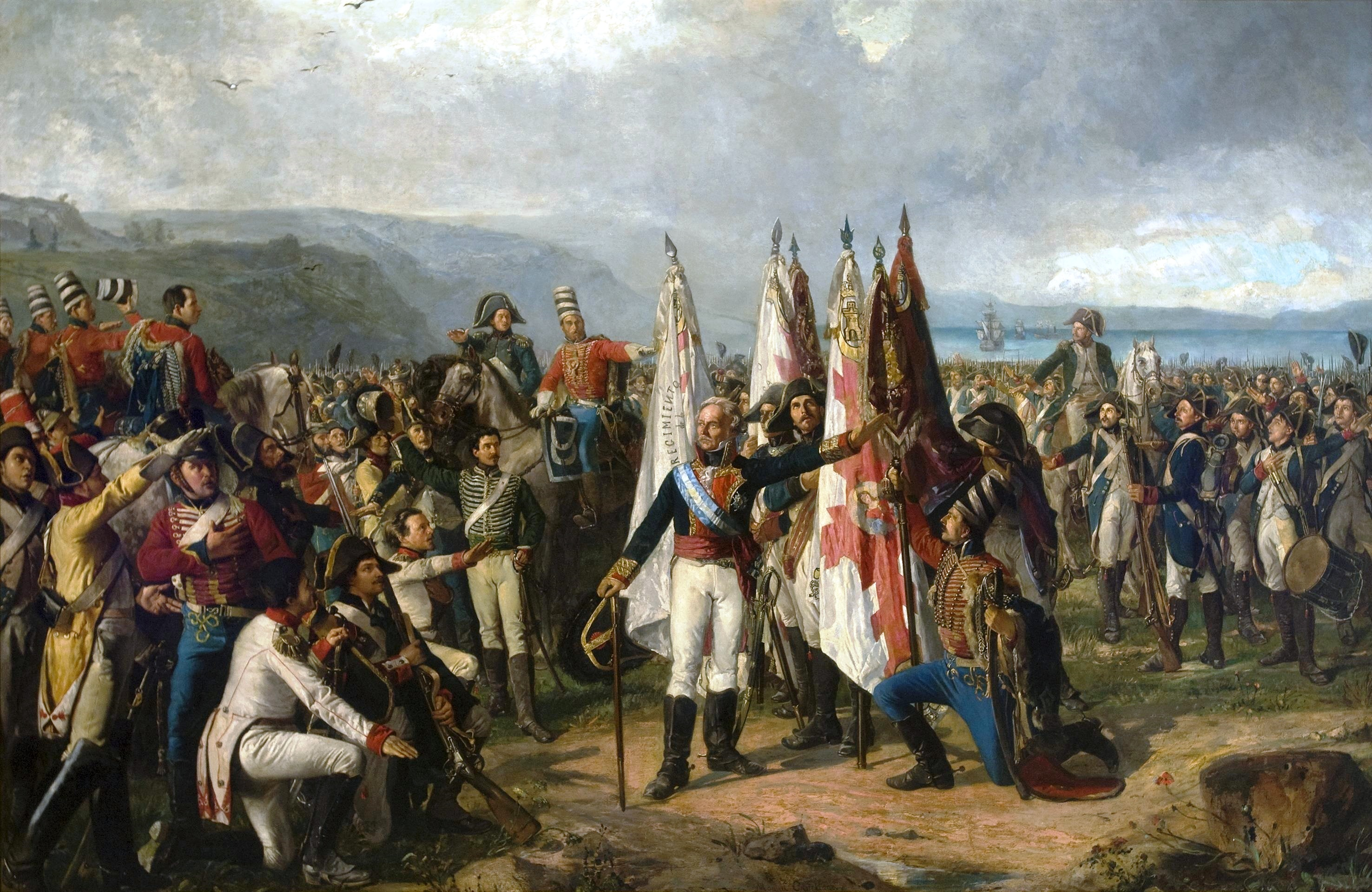
Após a revolta de Espanha contra a França, a Divisão do Norte, inicialmente enviada para a Dinamarca para combater os britânicos, torna-se sua aliada e presta-lhe juramento.

O início do envolvimento britânico na Guerra Peninsular assinala uma reviravolta profunda na luta contra Napoleão.
Cinco dias após ter declarado guerra a França, as juntas das Astúrias, Galiza e Sevilha enviaram delegações a Londres com o intuito de pedir auxílio. Embora não tenham requisitado especificamente tropas, governo de Portland leva em consideração um despacho favorável emitido pelo Exército Britânico. Em 27 de junho de 1808 chegam a Gijón três oficiais britânicos liderados por um tenente-coronel para avaliar a situação do ponto de vista militar. Na sequência da vitória de Bailén, o secretário de estado dos assuntos militares Robert Stewart envia uma segunda delegação liderada pelo general James Leith, que chega a Gijón em 30 de agosto. Esta missão tem como objetivo determinar de que forma é que o norte de Espanha pode ser reforçado de modo a impedir que Napoleão envie reforços através de Irun, isolando-o em Madrid e Burgos. Em novembro de 1808, Leith juntou-se às forças de Baird. A autorização para que os membros da milícia se pudessem voluntariar para servir no exército proporcionava de forma contínua novos combatentes.
Em agosto de 1808, chega a Portugal o exército britânico, incluindo a King's German Legion, comandado pelo tenente-general Sir Arthur Wellesley, duque de Wellington. Liderando um exército anglo-português, em 17 de agosto Wellesley repeliu as forças de Henri Delaborde na Batalha da Roliça. Em 21 de agosto, após se ter movimentado para a foz do rio Maceira com o objetivo de proteger os reforços terrestres, Wellesley foi atacado por Junot no Vimeiro. A Batalha do Vimeiro foi o primeiro conflito em que as táticas ofensivas napoleónicas, que conjugavam atiradores, colunas e artilharia de suporte, falharam contra as linhas de infantaria britânicas. No entanto, Wellesley era considerado um oficial muito novo para comandar o exército, tendo sido inicialmente substituído por Harry Burrard e depois por Sir Hew Dalrymple. Dalrymple garantiu a Junot termos favoráveis de armistício, em que através da controversa Convenção de Sintra lhe foi permitido evacuar as tropas francesas de Portugal através da Marinha Real Britânica. No início de outubro, na sequência do escândalo ocorrido no Reino Unido sobre a convenção de Sintra e a retirada dos generais Dalrymple, Burrard, e Wellesley, o comando da força britânica de 30 000 homens em Portugal foi assumido por Sir John Moore. No mesmo mês, partiu de Falmouth uma expedição de reforço comandada por Sir David Baird, constituída por entre 12 e 13 mil homens, que entrou no porto de Corunha no dia 13.
Entretanto, os britânicos contribuíram de forma substancial para a causa espanhola ao evacuar cerca de 9 mil homens da Divisão do Norte, liderada por Pedro Caro. A divisão espanhola encontrava-se estacionada na Dinamarca desde 1807, para prestar assistência ao então aliado exército francês. No entanto, ao tomar conhecimento de que Napoleão tinha colocado o seu irmão no trono espanhol, La Romana e seus oficiais negociaram em segredo com a frota britânica do Báltico o transporte da divisão para o regresso a Espanha. Em agosto de 1808, após a captura dos portos dinamarqueses, todos os regimentos à exceção de três que não conseguiram escapar, foram transferidos para Gotemburgo e daí para San Sebastián, onde chegaram em outubro de 1808.

## Queda da Junta Central
Wellesley regressou a Portugal em abril de 1809 para comandar a contra-ofensiva do exército anglo-português. O exército britânico foi reforçado com regimentos portugueses treinados pelo general Beresford, o que lhes permitiu adaptar-se ao estilo de campanha britânico. Estas novas forças expulsaram Soult de Portugal na sequência da Batalha de Grijó, travada em 10-11 de maio, e da Segunda Batalha do Porto, em 12 de maio. As restantes cidades do Norte foram recapturadas pelo general Silveira. Perante a contra-ofensiva em Portugal, Soult retirou em marcha pelas montanhas de Ourense.
Assegurado o território português, Wellesley avançou em direção a Espanha para se juntar às forças de Cuesta. Os aliados planearam uma ofensiva ao I Corpo de Claude Victor em Talavera no dia 23 de julho. Cuesta mostrou relutância em aceitar, mas foi persuadido a avançar no dia seguinte. Este atraso proporcionou aos franceses tempo para retirar. Cuesta enviou o exército no encalço de Victor, mas foi surpreendido pelo exército francês, ao qual se tinham juntado as guarnições de Toledo e Madrid. Os espanhóis bateram em retirada, enquanto as divisões britânicas avançaram para cobrir a retaguarda.
Em 27 de julho, na Batalha de Talavera, os franceses avançaram em três colunas, sendo várias vezes repelidos pelas forças britânicas, embora com grandes custos humanos. Wellesley, ignorando os apelos de Cuesta para iniciar uma ofensiva geral, decidiu efetuar uma retirada gradual, abandonando Talavira em 4 de agosto. Wellesley estava preocupado com a aproximação iminente do exército de Soult, tendo receio de perder a sua base em Portugal. Enviou a brigada ligeira para defender a ponte sobre o rio Tejo em Almaraz e, em 8 de agosto, o exército de Soult enfrentou o exército espanhol em El Puente del Arzobispo. Asseguradas as comunicações e abastecimento a partir de Lisboa, Wellesley considerou juntar-se novamente a Cuesta. No entanto, começavam a existir diversos atritos entre os britânicos e os espanhóis; após Televera, os espanhóis abandonaram os feridos britânicos à mercê dos espanhóis, enquanto alguns movimentos do exército espanhol comprometeram a posição estratégica de Wellesley. Além disso, os espanhóis prometeram fornecer suprimentos aos britânicos caso avançassem para Espanha, o que nunca chegou a ser concretizado. A falta de abastecimentos e a ameaça de reforços franceses levou os britânicos a retirar para Portugal.
Durante o verão de 1809, a Junta Suprema Central foi alvo de duras críticas sobre a forma como a guerra estava a ser gerida. O povo espanhol exigia que fossem restauradas as antigas Cortes. Embora a junta tivesse consentido, a primeira sessão das Cortes de Cádis só teria lugar em setembro do ano seguinte, pelo que até lá a junta continuou a exercer o poder. Pressionada para justificar a sua própria continuidade, a junta desenvolveu um novo plano estratégico. Abalada pela recusa de Wellington em contribuir com mais soldados britânicos, A junta planeou lançar uma ofensiva em duas fases para recapturar Madrid. Pedro Caro foi substituído no comando das tropas na Galiza e Astúrias por Cañas y Portocarrero, tendo imediatamente reunido 30 000 soldados em Ciudad Rodrigo, com reforços a caminho. A sul de Madrid, Juan Carlos de Aréizaga reuniu 50 000 homens bem equipados. Del Parque e Aréizaga foram ainda apoiados por uma terceira força de 10 000 homens nas proximidades de Talavera, comandadas por José Miguel de la Cueva y de la Cerda, com o objetivo de manter as unidades francesas no local enquanto os exércitos principais atacavam Madrid.
No outono de 1809, o exército de Del Parque era constituído por 52 192 homens, distribuídos por uma divisão de cavalaria e seis de infantaria. A divisão de Martin de la Carrera tinha 7 413 soldados, a 1ª Divisão de Francisco Xavier Losada 6 759, a 2ª Divisão de Francisco Ballesteros 9 991, a 4ª Divisão de Nicolás de Mahy 7 100 e a 5ª Divisão do Conde de Castrofuerte 6 157. Todas as divisões de infantaria eram constituídas por 14 batalhões, exceto a 3ª com 15 e a 5ª com sete. A Divisão de Cavalaria do Príncipe de Anglona era constituída por 1 682 cavaleiros em seis regimentos. Ciudad Rodrigo era defendida por uma guarnição com 3 817 soldados e um batalhão móvel de 937 homens.
Michel Ney foi substituído por Jean Gabriel Marchand ao comando do VI Corpo do exército francês, estacionado em Salamanca. O corpo tinha sido expulso da Galiza no início de 1809 e esteve envolvido em operações na sequência da Batalha de Talavera, em julho. Após uma campanha extenuante e sem reforços, as tropas encontravam-se desmoralizadas e a experiência de Marchand era inferior à de Ney. No fim de setembro, Del Parque avançou a partir de Ciudad Rodrigo com as divisões de La Carrera, Losada, Belveder, e Anglona. Marchand, excessivamente confiante em si próprio, avança sobre a vila de Tamames, 56 km a sudeste de Salamanca. Em 18 de outubro de 1809, os dois exércitos defrontam-se na Batalha de Tamames, da qual os franceses saem derrotados. Após a batalha, a divisão de Ballestero juntou-se a Del Parque. Marchand abandonou Salamanca e os homens de Del Parque ocuparam a cidade em 25 de outubro.
Marchand retirou em direção a norte, para Toro, nas margens do Douro, a quem se juntou François-Étienne Kellermann com 4 500 soldados. Kellermann assumiu o comando das forças francesas e iniciou a marcha para montante do rio, atravessando para a margem sul em Tordesilhas. Apoiado pelas forças do general Nicolas Godinot, Kellermann desafiou Del Parque ao marchar em Salamanca. Os espanhóis abandonaram a cidade e retiraram para sul. Ao mesmo tempo, a guerrilha na província de Leão fervilham de atividade. Kellermann deixa o VI Corpo na defesa de Salamanca e regressa a Leão para conter os levantamentos populares.
Conforme planeado, Albuquerque encontrou as tropas francesas nas proximidades de Talavera. No entanto, quando tomou conhecimento de que o exército de Aréizaga tinha sido derrotado na Batalha de Ocaña em 19 de novembro, foi obrigado a retirar. Del Parque tinha instruções para se juntar a Albuquerque, mas quando soube da marcha das brigadas de Godinot em direção a Madrid, marchou novamente em direção a Salamanca, expulsando uma das brigadas do VI Corpo de Alba de Tormes. Del Parque recapturou Salamanca para a posse espanhola em 20 de novembro. O general francês retirou para norte do Douro, encontrando-se novamente com Kellermann. Com o intuito de se posicionar entre Kellermann e Madrid, Del Parque avançou em direção a Medina del Campo. Em 23 de novembro, chegaram a essa cidade as brigadas de Marcognet, proveniente de Segóvia, e de Mathieu Delabassée proveniente de Tordesilhas. A cavalaria francesa repeliu a cavalaria espanhola, mas foi por sua vez repelida pela infantaria de Ballesteros, obrigando Marcognet e Delabassée a retirar. No dia seguinte, Kellerman preparava-se para defrontar o exército francês nas proximidades de Valdestillas. Em inferioridade numérica, os franceses preparavam-se para retirar, mas no mesmo dia o exército de Del Parque recebeu notícias da derrota de Ocaña. Apercebendo-se de que parte do exército francês se podia explorar esta vulnerabilidade, no dia 25 Del Parque deslocou-se para sul e refugiou-se nas montanhas do centro de Espanha. Na tarde de 28 de novembro, a cavalaria ligeira francesa encontrou o exército de Del Parque acampado em Alba de Tormes.
Por volta do fim de novembro de 1809, os Patriotas espanhóis estavam bastante debilitados. Na Catalunha, Girona vivia os últimos momentos, os dois maiores exércitos espanhóis tinham sido derrotados e o exército britânico preparava-se para abandonar o Guadiana. Revoltado com o que via como incompetência da Junta, Wellington estava convencido de que estava iminente uma marcha francesa sobre Lisboa. Ao mesmo tempo, estavam a ser recebidos relatórios secretos que indicavam legiões de soldados inimigos vindos de França. Dispersos por toda a serra Morena, os defensores não tinham forma de travar a insurgência francesa. Em 19 de janeiro de 1810, 60 000 soldados franceses avançaram para sul em ao exército espanhol. Em inferioridade numérica em todas as posições, os espanhóis fugiram em direção a este e sul, perdendo cidade atrás de cidade para o inimigo. Em 23 de janeiro a Junta Central decide abandonar Sevilha em direção à segurança de Cádis, dissolvendo-se a si própria em 29 de janeiro e criando um Conselho de Regência com cinco membros, encarregado de convocar as Cortes.

## Regime de José I

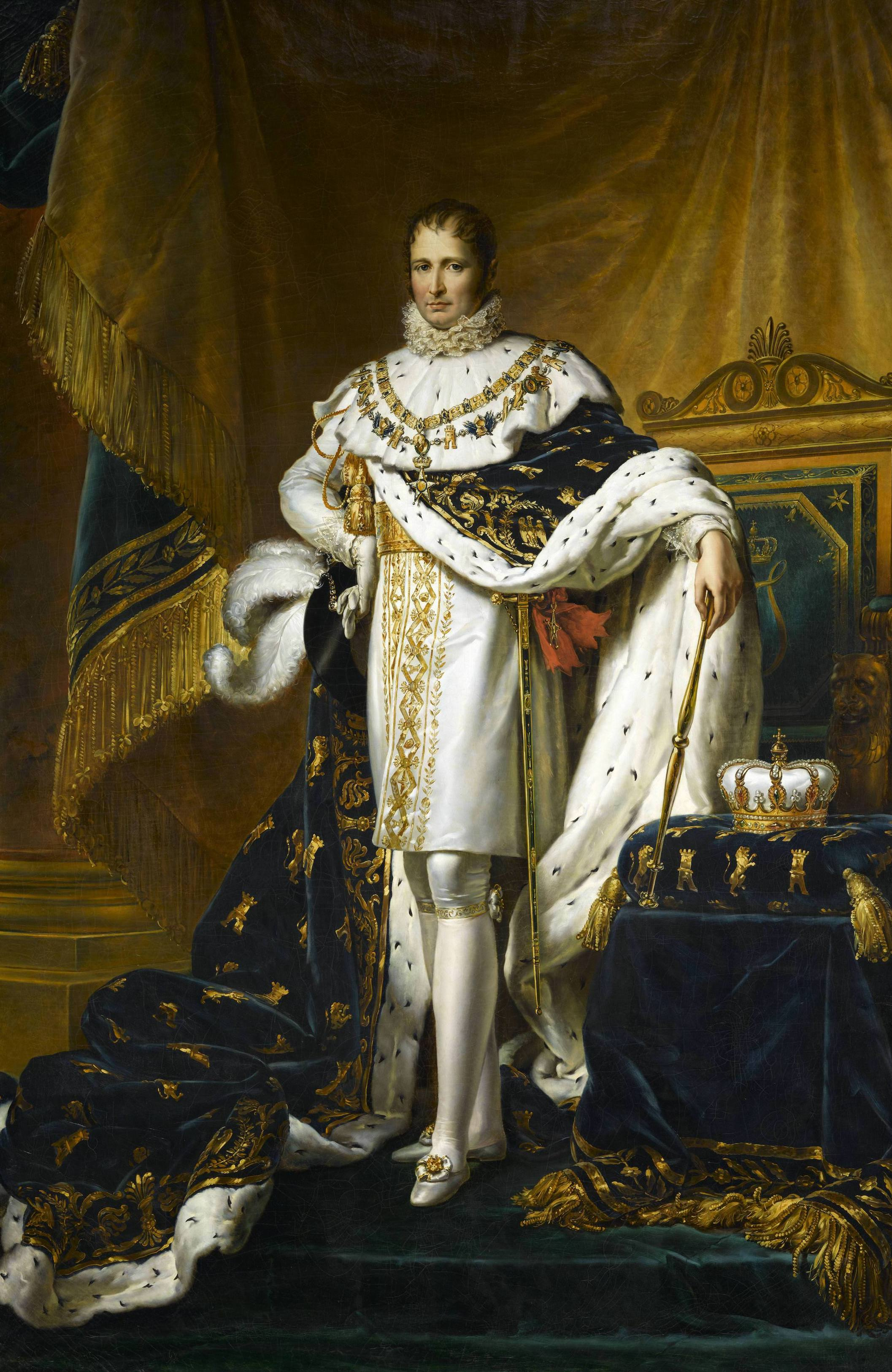
José I de Espanha

Durante o reinado de José Bonaparte, grande parte da responsabilidade de governação recaía sobre os governos locais de província, liderados por comissários reais. Após um período de preparação e debate, em 2 de julho de 1809 Espanha foi dividida em 38 províncias, cada uma governada por um intendente nomeado pelo próprio rei. Em 17 de abril de 1810, estas províncias foram convertidas em prefeituras e subprefeituras semelhantes às francesas. As novas divisões territoriais foram nomeadas em função das principais cidades, em vez das características geográficas dominantes, embora algumas tivessem mantido os nomes históricos. As suas dimensões eram relativamente equivalentes e apresentavam pouca ou nenhuma relação com as divisões históricas.
Entre os segmentos liberais, republicanos e radicais das populações portuguesas e espanholas existia bastante apoio a uma potencial invasão francesa, apesar de em 1807 Napoleão ter abandonado muitos dos ideais republicanos e liberais. Anteriormente à invasão, era usado o termo afrancesado para identificar os apoiantes do iluminismo, do secularismo e da Revolução Francesa. Napoleão dependia do apoio dos afrancesados para gerir a guerra e administrar o país. No entanto, embora Napoleão, através do seu irmão José, tenha cumprido as promessas de remover todos os privilégios feudais e clericais, a maior parte dos liberais espanhóis desde muito cedo se opôs à ocupação devido à sua violência e brutalidade.

## Emergência da guerrilha

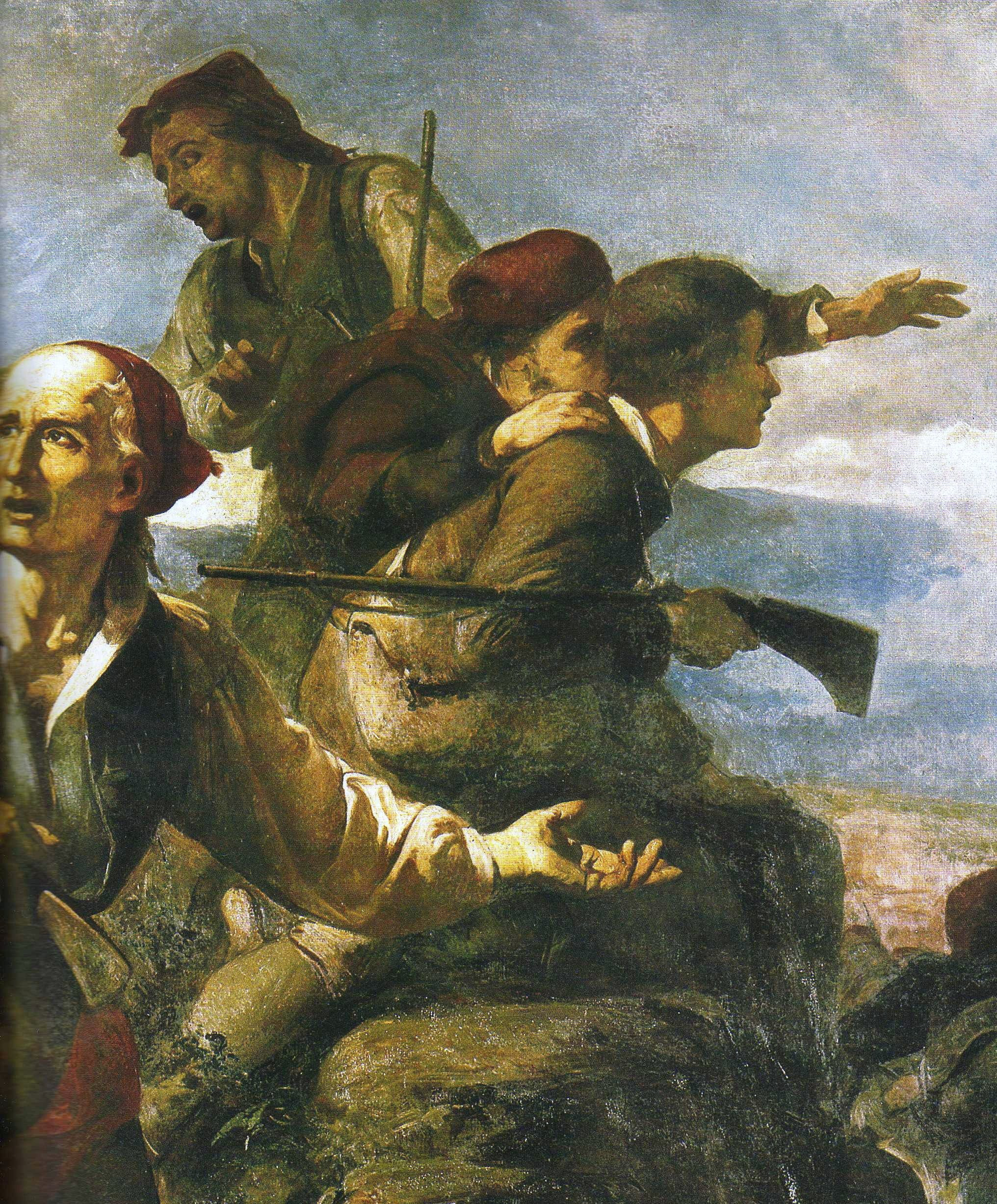
El sometent del Bruc, representando a guerrilha catalã

A Guerra Peninsular é vista como uma das primeiras guerras do povo, tendo tido um impacto determinante na emergência de movimentos de guerrilha em grande escala. Foi a partir deste conflito que várias línguas adotaram o termo espanhol para designar este tipo de combate popular. Foram as pequenas vitórias obscuras e anónimas da guerrilha, como emboscadas a pelotões ou a sucessiva captura de correios, que permitiram as vitórias de Wellington e do exército anglo-português e a libertação de Portugal e de Espanha. Em Espanha e Portugal, a população estava habituada a enfrentar adversidades, era desconfiada em relação a estrangeiros e era relativamente frequente a prática de modos de subsistência, como banditismo ou contrabando, caracterizados por violência e escaramuças constantes com as forças de autoridade. Muitos dos líderes da guerrilha eram os próprios líderes de grupos de contrabandistas ou assaltantes.
O ódio em relação aos franceses e a devoção à monarquia e à pátria não eram as únicas razões para se juntar aos partisans. Os franceses impuseram várias restrições à liberdade de circulação e a vários aspetos tradicionais da atividade de rua, pelo que havia poucas oportunidades de encontrar fontes alternativas de rendimento. A indústria encontrava-se paralisada e muitos senhores não conseguiam pagar aos empregados e serviçais, nem contratar mais pessoas. A fome e o desespero reinavam de ambos os lados. Devido aos sucessivos fracassos militares, vários líderes e jornalistas tranquilizavam-se com a atividade das guerrilhas e elevaram-nas ao estatuto de heróis nacionais.

## Contra-ofensiva
A campanha dos exércitos britânico, português e espanhol, entre maio e agosto de 1813, culminou na Batalha de Vitória, seguida um mês depois pela Batalha dos Pirenéus. Em pouco mais de dois meses e depois de uma ofensiva de 600 quilómetros com mais de 100 mil homens das três nações em armas, o curso da história europeia foi modificado de forma decisiva. Seguiu-se uma série de batalhas em território francês até à vitória em Toulouse (10 de abril de 1814), que colocou fim à Guerra Peninsular.

## Conclusão

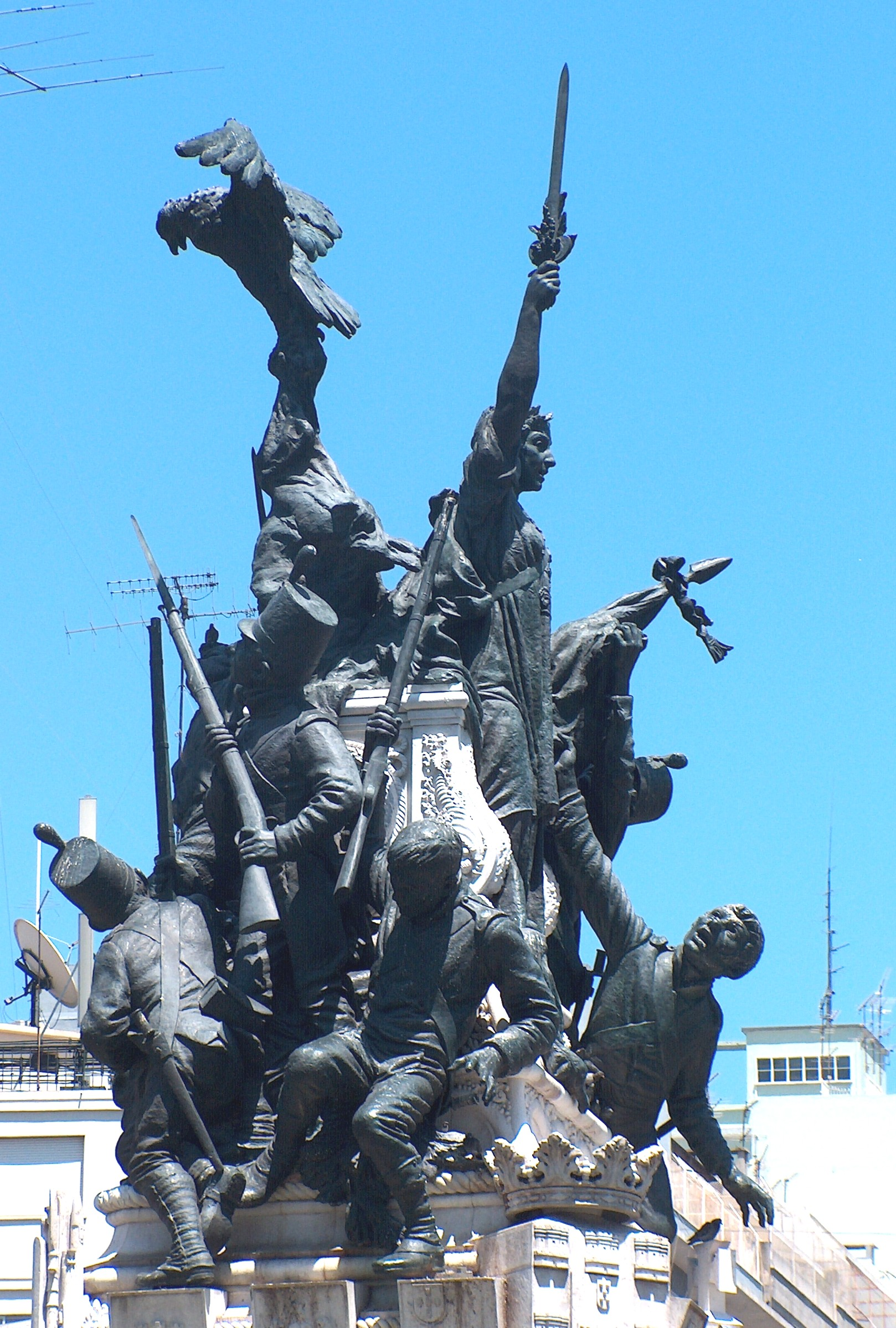
Monumento aos heróis da Guerra Peninsular em Lisboa.

O estudo das circunstâncias que envolvem a Guerra Peninsular é importante pelos desdobramentos que encerram, debilitando as forças da França e consolidando a hegemonia inglesa que se afirmaria a partir de então. Ao eliminar a monarquia de Carlos IV na Europa, Napoleão abriu as portas que conduziram à independência da América espanhola (com importante apoio da Grã-Bretanha). O mesmo ocorreu ao permitir a saída de D. João VI para o Brasil, processo que criaria as pré-condições para a independência da América portuguesa. Ainda em 1808, ao aportar a Salvador, na Bahia, o príncipe regente assinou o Decreto de Abertura dos Portos às Nações Amigas, vindo a assinar, em 1810, os tratados que permitiram a hegemonia britânica nas relações comerciais entre ambos os países, abrindo as portas de um mercado em três continentes, com tarifas alfandegárias privilegiadas. Com fôlego renovado, sob o comando do mesmo Wellington, herói da Guerra Peninsular, a Grã-Bretanha derrotou Napoleão na Batalha de Waterloo (1815), desfrutando de uma hegemonia mundial que conservaria até a Primeira Guerra Mundial (1914–18).
Por outro lado, embora com menor impacto, o governo de Portugal declararia guerra à França e à Espanha, ocupando a Guiana francesa (1809–15) e a Banda Oriental do rio da Prata, actual Uruguai (1810–23).
A crise económica e institucional em Portugal continental agravou-se com a permanência da corte portuguesa no Brasil, o que fortaleceu as ideias liberais no país, conduzindo à Revolução do Porto (1820) e forçando o retorno do soberano à Europa (1821). A tentativa de recolonização do Brasil levou à guerra de independência deste, no ano seguinte (1822). Enquanto franceses e ingleses continuaram com o seu desenvolvimento económico e industrial, Portugal viu o seu território transformado em campo de batalha, as cidades constantemente pilhadas pelos exércitos estrangeiros, a independência da América Portuguesa e a estagnação de sua indústria.
Em 1822, foi redigida a primeira Constituição portuguesa que pôs fim ao regime absoluto, mas por pouco tempo. Depois da morte de João VI, os seus filhos levaram o país à guerra civil para decidir que sistema monárquico devia vigorar: o absoluto ou o liberal. O liberalismo acabou por triunfar.